# Huelga de Dolores
La Huelga de Todos los Dolores del Pueblo de Guatemala (llamada también: Huelga de Dolores o Desfile Bufo), es una tradicional manifestación que realizan los Estudiantes de la Universidad de San Carlos de Guatemala cada año durante la Cuaresma y la cual toma como día primordial el Viernes de Dolores del cual toma su nombre.
Para comprender la profundidad de la crítica social y política que tenía la Huelga de Dolores hay que recordar que, en la Ciudad de Guatemala de fines del siglo xix y de un poco más de la mitad del xx, la población no solo era muy escasa- tenía alrededor de 350,000 habitantes- sino que los personajes que en ella sobresalían eran bastante conocidos tanto en las clases acaudaladas y medias como en ciertos barrios populares. Los rumores propios de los pueblos chicos hacía circular de boca en boca las actuaciones públicas y las debilidades íntimas de muchas familias y personas, por lo que no era difícil para los huelgueros recopilar las historias que ya andaban de boca en boca o que se guardaban bajo una secretividad más que dudosa y volverlas a desparramar con una dosis pura de picardía y con un vocabulario coloquial y desvergonzado que fácilmente invadía los terrenos de la procacidad, a pesar de algunos intentos de guardar las normas de un ingenio que siempre está ligado a la situación del momento.
Hasta 1970, todas las manifestaciones que componían la Huelga se llevaban a cabo frente a un público numeroso y complaciente y que el Desfile Bufo, en particular, era presenciado y aplaudido multitudinariamente, por lo que la vida de la ciudad se paralizaba en gran medida y la atención popular se concentraba en el cortejo entre las 9 de la mañana y las 2 de la tarde. Al terminar éste en la Facultad de Derecho, al compás de la marimba, muchos de los huelgueros culminaban la actividad con una borrachera, de preferencia con cerveza donada generosamente por los conocidos fabricantes que hay en Guatemala.
A partir de la firma de la Paz en 1996, el uso de capuchas por parte de los participantes en la Huelga de Dolores—que se inició a finales de la década de 1950 por la represión de las fuerzas del Estado en contra del movimiento—, y en especial de los miembros del «Honorable Comité de Huelga» —ente organizardor de las actividades del evento—, permitió que se desvirtuara la expresión estudiantil y que incluso se establecieran comercios informales dentro del Campus Central de la Universidad, los que le reportaban dividendos de hasta seis cifras a la Asociación de Estudiantes Universitarios y a los miembros del «Honorable Comité»;  esto, además de ingresos por la «talacha» —una especie de extorsión que estudiantes encapuchados cobran en las calles y en las aulas— y por la venta de bonos huelgueros, los cuales ya le habían provocado desprestigio a la Huelga de Dolores desde mediados de la década de 1980.

## Actividades de la Huelga de Dolores

### No Nos Tientes
| En la ciudad de Guatemala había muy pocos periódicos, las radiodifusoras empezaron a dar noticias al final de los años treinta y la televisión arrancó junto con la década de los cincuenta, pero el poder adquisitivo de la población, bastante estrecho en la mayoría de las capas de la clase media, y muy restringido en las clases populares, limitó el uso del radio primero y más tarde el del televisor. El invento de la radio de transistores y el sistema de ventas a plazos hicieron que una cantidad cada vez mayor de citadinos dispusiera de formas más amplias e impersonales de conocer las noticias y las vidas -pública y privada- de la gente que se hacía notar en cualquier actividad de la vida colectiva. — Tomado de: Guzmán-Böckler, Carlos. «La Huelga de Dolores que conocí con mi generación (1947-1977)». Facultad de Derecho de la Universidad de San Carlos de Guatemala. Archivado desde el original el 22 de diciembre de 2014. Consultado el 10 de agosto de 2014.] |

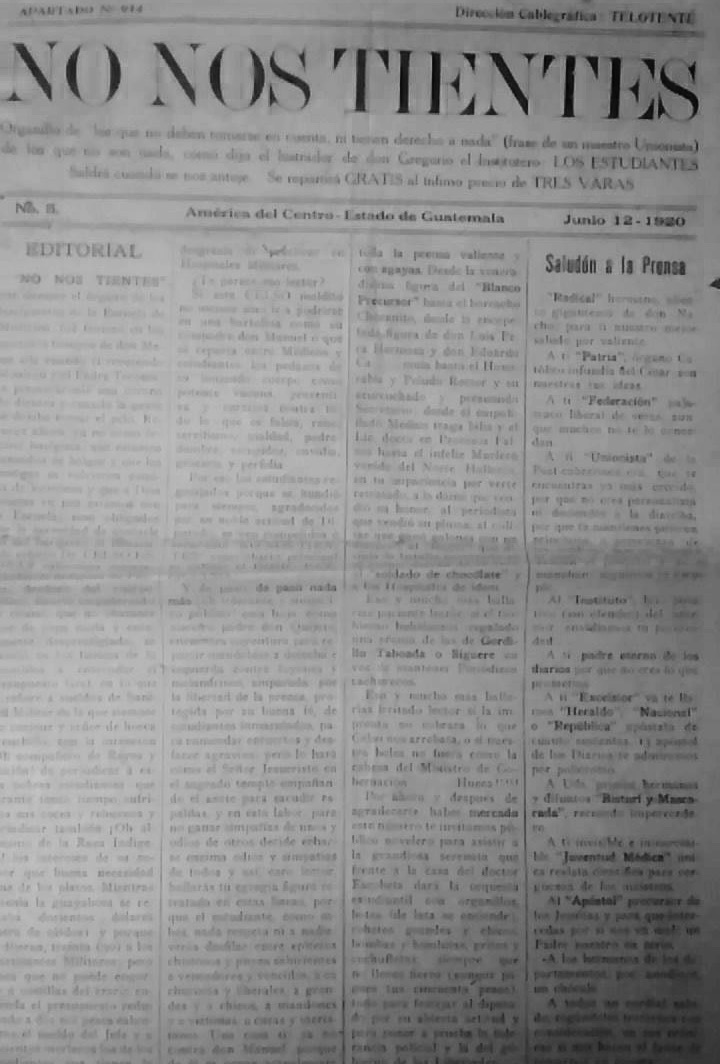
No Nos Tientes de 1920. Primera publicación que se hacía desde que el periódico estudiantil fue prohibido por el presidente Manuel Estrada Cabrera en 1908.

El periódico satírico de los estudiantes de la Universidad de San Carlos, que se publica una vez al año el día Viernes de Dolores. En él se incluyen artículos de opinión sobre los recientes eventos nacionales, y dura crítica al gobierno de turno. El Viernes de Dolores, 1 de abril de 1898, por la inspiración de los estudiantes de la Universidad Nacional Guillermo Salazar, Carlos Martínez, Luis Obregón, Francisco Asturias y Luis Gaitán, el Periódico «No Nos Tientes», en cuyo Editorial titulado «Lo que nos proponemos», quedó plasmado el ideario de la Huelga de Dolores, dice aquel Editorial: «Tentados estamos a desembuchar el pico, castigando con este formidable látigo que llaman opinión pública a muchos dos caras que merecen verdadera tunda, pero como Natura Non Facit Saltus, nos contentamos hoy con dar la sierpe que se merecen algunos, para seguir con los demás cuando las circunstancias lo permitan.» En el No Nos Tientes de 1900 se publicó la primera canción huelguera, «Canción Emética» (porque provoca el vómito), construida principalmente con esdrújulas y que utilizaba la música de la opereta «El murciélago» de Johann Strauss.
Originalmente, el periódico consistía de un editorial con toda la seriedad del caso, y de artículos satíricos en dos páginas de tamaño periódico estándar, y quizá las mejores versiones datan de los períodos 1920-1930 y 1945-1962.
El éxito del No Nos Tientes se debió, por una parte, a la soberbia y a la intransigencia de los celosos de castigar cualquier opinión, escrito o acto que se pudiera reputar contrario al Gobierno, lo cual sucedió especialmente en los tiempos de Manuel Estrada Cabrera y de Jorge Ubico. El No Nos Tientes, cuando pudo circular, cumplió con poner al descubierto lo sucio e inconfesable de aquellos regímenes, los cuales suprimieron su aparición. en la década comprendida entre 1944 y 1954 el Gobierno jugó la carta de la libertad de prensa y varios diarios de la época se solazaron en criticar al gobierno, reduciendo así el impacto que tenía el periódico estudiantil.
El No Nos Tientes, a la vez que satiriza a los políticos de turno, ponía a la luz del día la podredumbre, las maquinaciones y las limitaciones de quienes, fueran extranjeros o nacionales, contribuían a la explotación de los trabajadores del campo y de las ciudades. El No Nos Tientes decía lo que la prensa, por mezquindad o por mala fe, no decía y utilizaba los giros y las expresiones ingeniosas frecuentemente. Luego de la represión de las décadas de 1970 y 1980, la calidad de los artículos ha decredido considerablemente, -por la muerte, desaparición o exilio de los intelectuales que solían escribir en él- y aunque no deja de criticar al gobierno ya no lo hace con la misma calidad periodística.
Entre los personajes de la vida guatemalteca que colaboraron con artículos para el No Nos Tientes están:
- Miguel Ángel Asturias
- José Luis Balcárcel
- José Barnoya García
- Joaquín Barnoya
- Carlos Guzmán-Böckler
- Clemente Marroquín Rojas
- David Vela
- Jonny Dahinten

### El Desfile Bufo

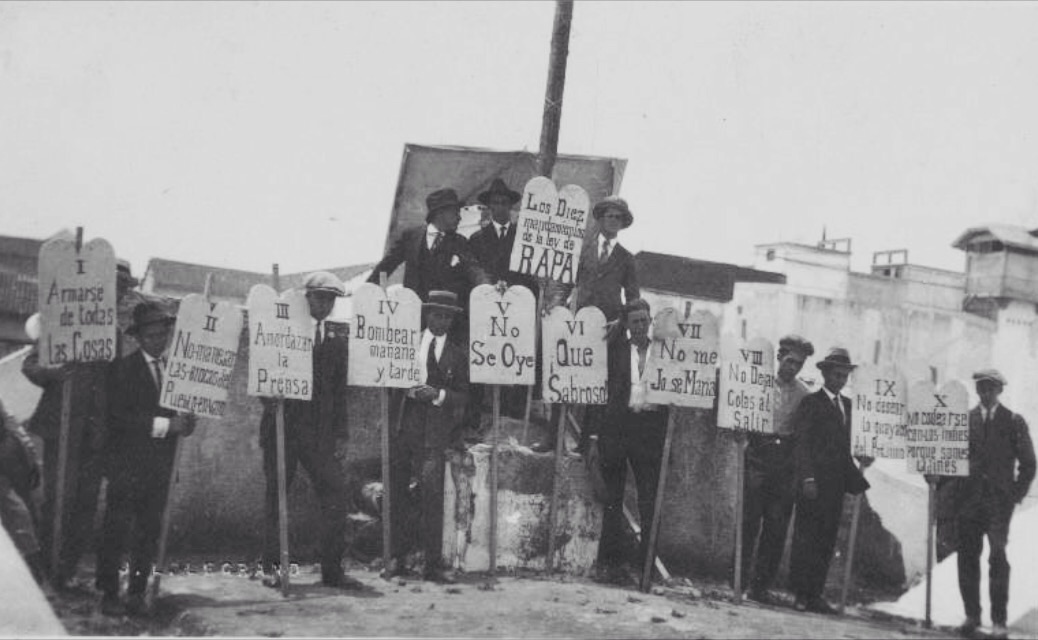
Huelga de Dolores de 1922. «Los mandamientos de la ley de Rapa» se refieren a los defectos del presidente de facto general José María Orellana.

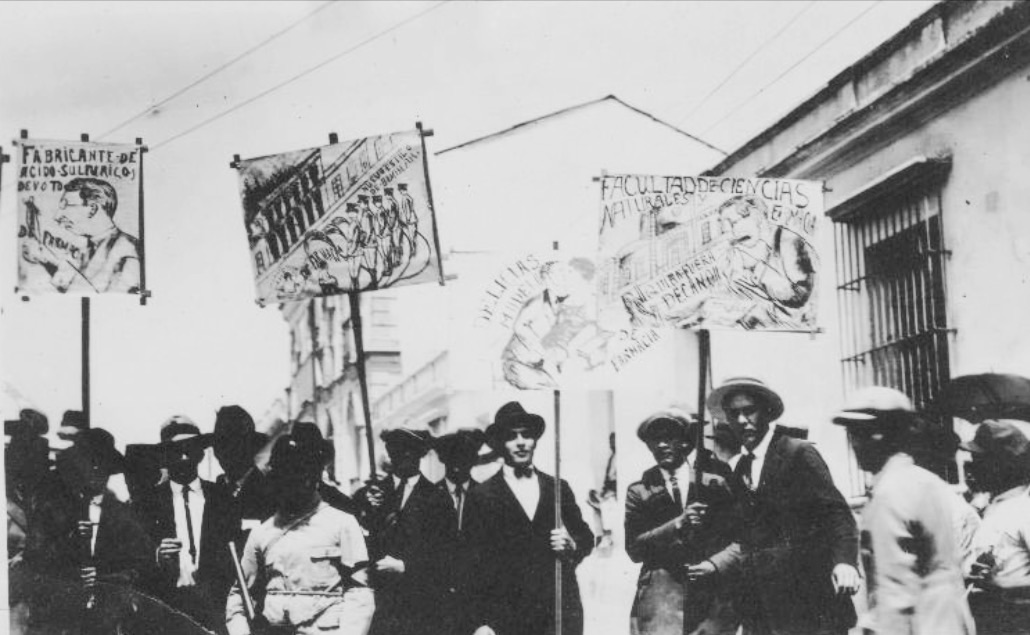
Desfile bufo de 1922, que describe Miguel Ángel Asturias en su novela Viernes de Dolores.

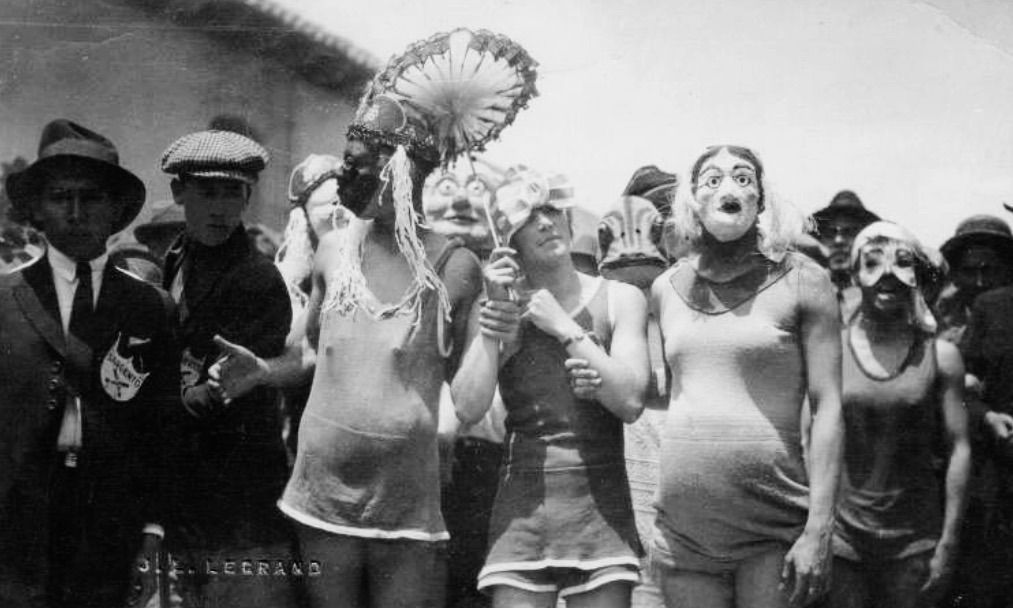
Desfile bufo de 1922.

Desde que la huelga se inició, el «desfile bufo» es la parodia de una procesión de la Semana Santa, que se abre con la réplica chusca de la Chabela, que simboliza al esqueleto con que inicia la marcha del santo entierro de la iglesia de Santo Domingo. Las carrozas son la versión burlona de las andas que llevan los pasos; las hileras de estudiantes que, en fila india, caminan flanqueándolas, están compuestas por los epígonos chocarreros de los cucuruchos, y la tarjeta que, con dibujos y versitos alusivos al momento, lleva cada huelguero en el pecho, es la versión profana de la que, con el retrato de la imagen cargar y con el turno en que le corresponde a cada cual hacerlo, portan en gual forma los cucuruchos.

### Boletines
| El siguiente es un ejemplo de boletín, tal y como lo describe Miguel Ángel Asturias en su novela Viernes de Dolores: CONSIDERANDO: Que en la política somos lo que no somos y no somos lo que somos; eso sí, ni liberales con uñas o liberuñas, ni conservadores de m... o conservam.... CONSIDERANDO: Que si la consigna para ser todo un hombre, es tener un hijo, ya lo tenemos y va a ser diputado, porque es hijo de p...; sembrar un árbol (no el LIBRE CREZCA FECUNDO que le sembraron en el c... a Centroamérica); escribir un libro, más fácil plagiarlo si es de historia y uno es ministro de Educación; (Vivas, aplausos, hurras interrumpían la voz del enmascarado que leía el decreto). CONSIDERANDO: Que la guayaba presidencial es como el palo ensebado (palo para el pueblo y sebo de los sebones de las oficinas públicas), y que para subir hay que rasparse la talpetatera y neutralizar la acción del sebo con arena de la que enterró, soterró, despenó a Beatricita de la Cueva que andaba con don Pedro de Badacoz, por lo que sólo daba coces, lo que fizo creer a los indios que el caballo y el jinete eran la misma persona. CONSIDERANDO: ¡Que el animal más parecido al hombre es el milita! (Aquí fue el acabose… ¡aplaudieron hasta los policías!) — Tomado de: Asturias, M.A. (1978). Viernes de Dolores. Buenos Aires: Editorial Losada. |

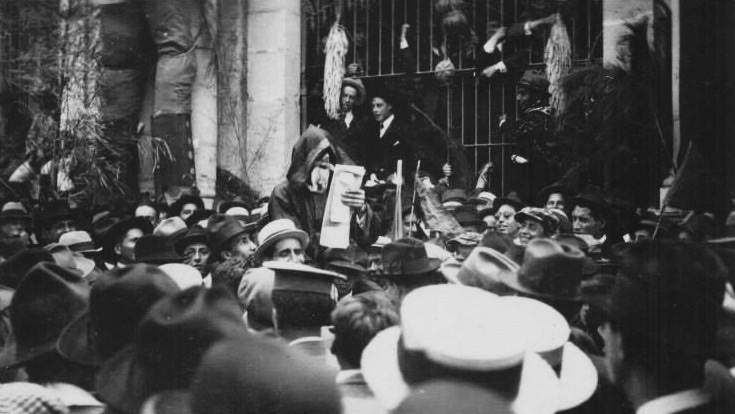
Estudiante enmascarado leyendo el boletín en la Huelga de Dolores de 1922. La capucha no se empezó a utilizar sino hasta después del golpe de Estado que derrocó a Jacobo Arbenz Guzmán en 1954.

Los boletines se iniciaron junto con el Desfile Bufo de la Universidad, y se solían leer desde la terraza del edificio de la Facultad de Derecho y Notario en la zona 1 de la Ciudad de Guatemala al final del desfile.}} Con el traslado de las Facultades a la Ciudad Universitaria en la zona 12 en 1957, cada una de las éstas empezó a contar con su propio «Comité de Huelga» -llamados subcomités de Huelga- y cada subcomité empezó a redactar sus propios boletines, con circulación limitada a los estudiantes de dichas facultades; por su parte, la Asociación de Estudiantes Universitarios se dedicó a publicar los boletines que se distribuyen al pueblo de Guatemala.
Actualmente se imprimen cuatro boletines, que se distribuyen los días viernes de cuaresma (empezando en el Segundo viernes de Cuaresma y terminando el Quinto), con el último boletín saliendo el día de «declaratoria de Huelga», que es una semana antes del Viernes de Dolores.
Mofándose de los documentos oficiales del gobierno, están compuestos de las siguientes partes:
- Introducción: sección seria de opinión crítica al gobierno de turno. Dependiendo del tipo de gobierno, así es la crítica: durante los gobiernos de Arévalo Bermejo -a quien llamaban «Chilacayotón» por su prominente mentón- y de Arbenz Guzmán -a quien llamaban «coronel Morfina» por su supuesta adicción a ese estupefaciente-;[c] las críticas eran contra el supuesto tinte comunista de sus gobiernos; mientras que durante los regímenes militares que rigieron a Guatemala durante la Guerra Fría el tinte de la opinión era izquierdista y revolucionario. Al presidente Castillo Armas le llamaban «Caradehacha» por su perfil afilado, y al arzobispo Mariano Rossell y Arellano le decían «Sor Pijije». Todas las demás secciones de los boletines son satíricas y contienen palabras y frases soeces, que tienen la intención hacerlas mucho más comprensibles para el pueblo guatemalteco en general, cuyo nivel cultural es mínimo.
- Presentación: presentación del Honorable Comité de Huelga de Dolores o del Subhonorable Comité de cada facultad. Empieza siempre con la frase «El muy leal, nunca bien ponderado…» en burla a las declaraciones oficiales de la antigua «Leal y Pontificia» Universidad de San Carlos Borromeo. Escrito usando rimas de participios contiene crítica satírica, mordaz y soez en contra de reconocidos personajes del gobierno, de la sociedad y de la Universidad.
- Al siempre: Saludo al pueblo o estudiantado sancarlista: esta sección también está escrita usando una rima de participios, y su contenido es similar a la presentación.
- Hace saber: junto con el resto de secciones, contiene crítica satírica en prosa.
- Considerandos
- Decretos
- Dado
- Fecha y firma: jocosas frases con burlas contra alguna entidad que está siendo noticia al momento de escribir el boletín.[7]

### La Velada Estudiantil
La innovación aportada por los huelgueros del 45 fue la «Velada Estudiantil» y su realización en uno de los cines más confortables y espaciosos de la época, el Teatro-Cine Lux, que estaba dotado de una amplia luneta, un palco y una galería numerada de menor capacidad y una extensa galería general, situado en la intersección de la 11 calle con la 6a. Avenida (a la sazón la principal de la ciudad) en lo que desde 1950 es la zona 1 de la Ciudad de Guatemala. Los estudiantes de esa época contaban con cierta vocación histriónica, y dieron paso a pequeños números o «sketchs», que acuñaron para los años subsiguientes un esquema de representaciones que alternaba las actuaciones de conjuntos que hablaban, bailaban o cantaban en forma combinada con los discursos jocosos. Una orquesta en vivo acompañaba las parodias de las letras de las canciones populares y las danzas un tanto libres de los artistas improvisados. La entrada era pagada y, desde su nacimiento, las localidades -vendidas a precios que no se podían considerar como muy populares- se agotaron antes de que la función diera principio, a las 9:00 p. m. de uno de los días de la semana correspondiente al Viernes de Dolores. Las obras de teatro que se presentaban eran de una calidad considerable, e incluso se llegó a presentar una ópera cuando se llevó a cabo la primera elección de alcalde la Ciudad de Guatemala durante el gobierno arevalista y resultara electo el ingeniero Martín Prado Vélez. Al igual que el resto de actividades huelgueras, el «Teatro de Dolores» ha bajado en calidad, aunque no en entusiasmo.

### Declaratoria de Huelga

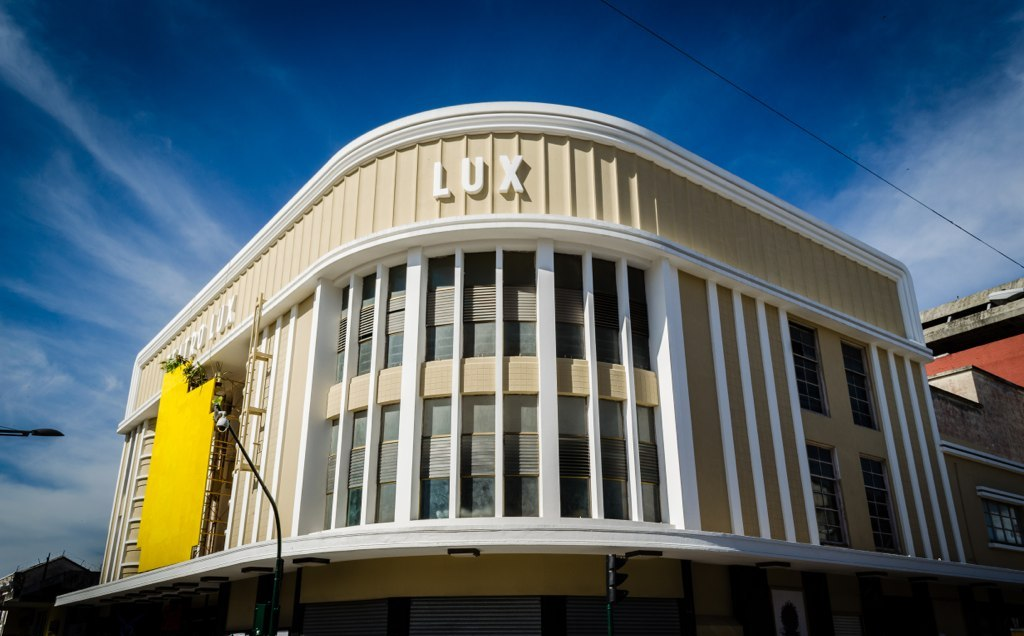
El Teatro Lux en la sexta avenida de la zona 1. Aquí se realizaba la Declaratoria durante la época de oro de la Huelga de Dolores.

«Teatro al Aire Libre» del Centro Cultural «Miguel Ángel Asturias»; en él se realiza la velada y la elección del Rey Feo Universitario en el siglo xxi.

Originalmente, la huelga se declaraba el Viernes de Dolores luego del desfile bufo en la zona 1 de la ciudad de Guatemala:

| «Se decretaba feriado por los dolores de todas las vírgenes (a las demás, aunque les duela) y subía al asta principal del Alma Máter, la bandera negra de los piratas con su gran calavera, y al compás de las marimbas de Gabino, se entonaba «La Chalana», canción de guerra estudiantil.» — Tomado de: Tomado de: Asturias, M.A. (1978). Viernes de Dolores. Buenos Aires: Editorial Losada. |

Las Facultades presentan comparsas en la declaratoria, las cuales se han realizado en el Paraninfo de la zona 1, y en el «Teatro al Aire Libre» del Centro Cultural «Miguel Ángel Asturias». La declaratoria se realiza el jueves antes del Viernes de Dolores.

### La Chabela
El pintor y estudiante de medicina Hernán Pan Martínez Sobral creó el famoso esqueleto conocido como La Chabela. Se hace especial énfasis en la distinción de La Chalana y La Chabela; la primera es el himno huelguero y la segunda es el esqueleto que encabeza el desfile y es símbolo de burla y crítica satírica hacia los problemas sociopolíticos que enfrenta Guatemala.

## Historia

### Inicio

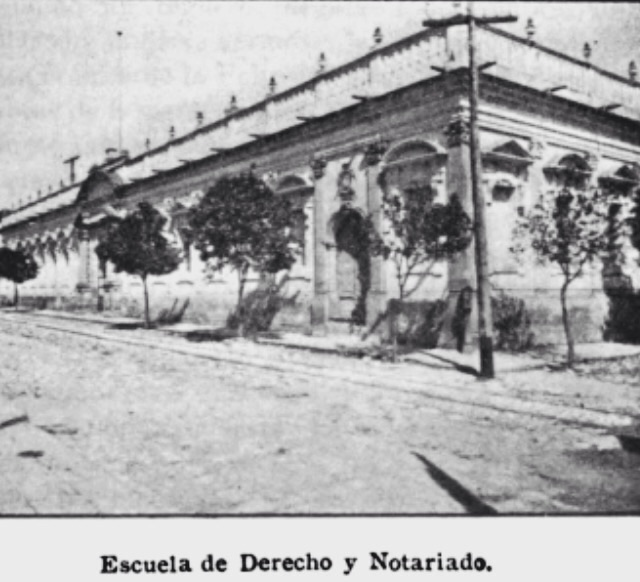
Escuela de Derecho y Notariado en 1907.

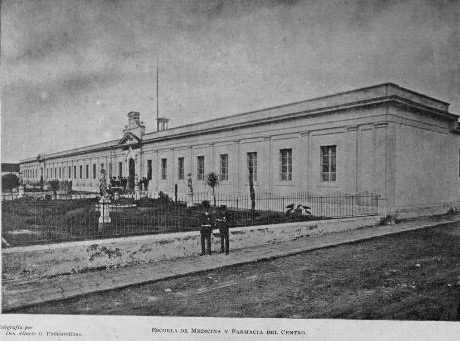
Escuela Facultativa de Medicina y Farmacia en 1907.

Los orígenes de la Huelga de Dolores se remontan al año de 1898 en la Ciudad de Guatemala, cuando el entonces presidente de la república, el licenciado Manuel Estrada Cabrera, dio a la población algunas libertades de expresión; aprovechando esta situación los estudiantes de las Facultades de Medicina y de Derecho de la Universidad Nacional se involucraron en una huelga para presionar al gobierno del presidente Manuel Estrada Cabrera para la apertura y mejoramiento de escuelas primarias; esta huelga sirvió como impulso para que poco después de un mes los estudiantes crearan una manifestación satírica para criticar a funcionarios públicos y ciudadanos de la sociedad guatemalteca, y que se llevó a cabo el 1 de abril de 1898, la cual sería conocida como «Huelga de Dolores».

### Primeras Represiones

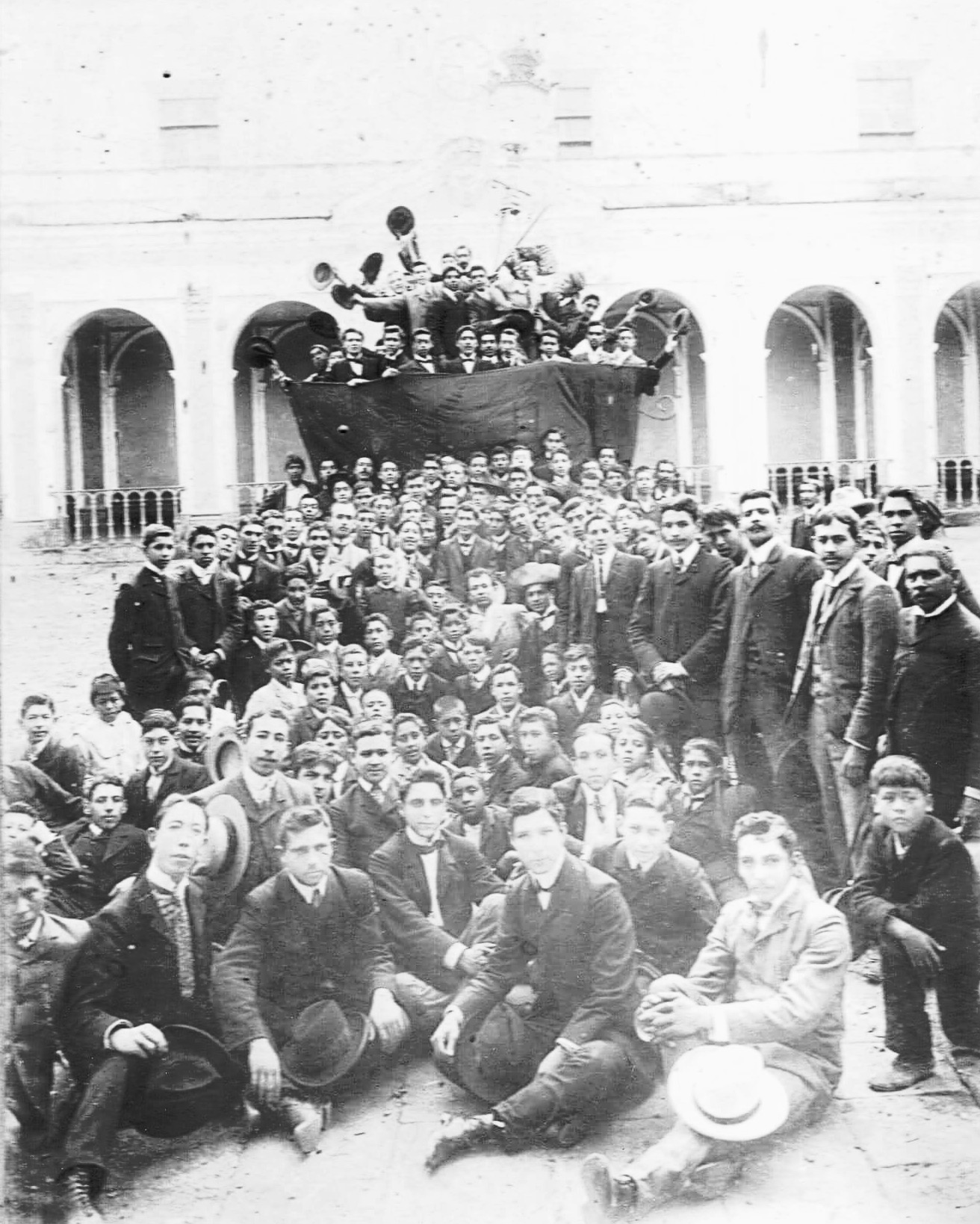
Estudiantes de la Escuela Facultativa de Derecho y Notariado del Centro en la Huelga de Dolores de 1903. Poco después ingresó la policía de Manuel Estrada Cabrera y en la trifulca resultó muerto un estudiante.

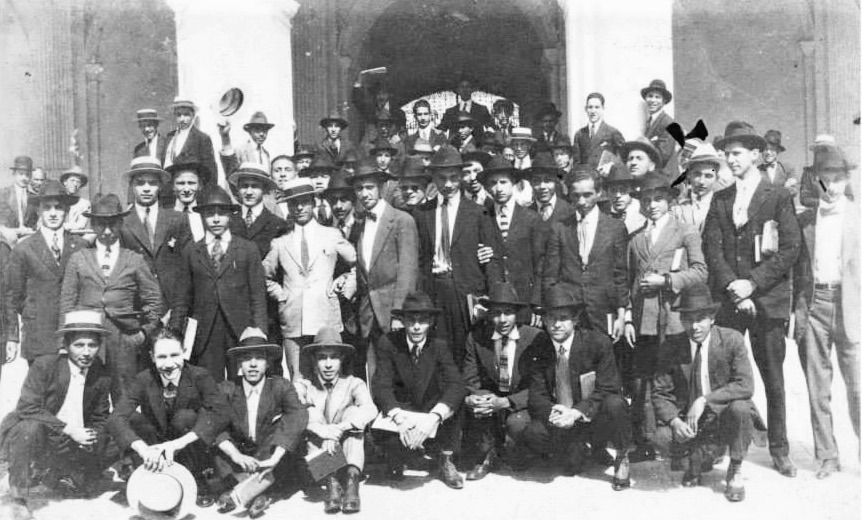
Estudiantes universitarios celebrando la Huelga de Dolores en el patio de una Facultad.

La Huelga de Dolores continuaría realizándose durante los cinco años posteriores; sin embargo, a partir de 1903 y debido a las sangrientas represiones del Gobierno del mandatario Manuel Estrada Cabrera la huelga no se realizó, y las únicas actividades satíricas se realizaban a través de los periódicos Vos Dirés, que ya no se imprimió desde 1902, y No nos Tientes, que también dejó de imprimirse en 1908.
Como relata el historiador Federico Hernández de León: «las huelgas anuales de los estudiantes eran notas seguras en los meses de marzo y abril; los estudiantes de Derecho escogían cualquier día de la Cuaresma, y los de Medicina, indefectiblemente, el Viernes de Dolores. Los estudiantes de Ingeniería, sometidos a la seriedad de los números y al prosaísmo de los teodolitos, permanecían alejados de la zalagardas escolares».  Las imprentas estaban bien vigiladas por los agentes del presidente Estrada Cabrera, pero los estudiantes se las ingeniaban para imprimir un «Decreto» y un «Programa de actividades» en los que se hacía crítica mordaz al régimen sin necesidad de insultos ni palabras soeces.
En 1903, los estudiantes de Derecho decidieron realizar la declaratoria el 1 de abril; el decano era Salvador Escobar y el ministro de Instrucción Pública era José Antonio Mandujano; en ese tiempo las facultades dependían de ese Ministerio, pero los estudiantes mantenían viva la rebeldía contra el gobierno.  La huelga no podía salir a las calles y se celebraba en el interior de la Facultad, así que después de algunas  clases, se separaron en los grupos que se encargarían de las distintas comisiones huelgueras; el tranvía que anteriormente les prestaba sus rieles y carros para sacar las carrozas a la calle se negó a prestarlo por miedo a represalias del gobierno. La empresa cervecera de la familia Castillo ya les había enviado el contingente de barriles de cerveza que era tradicional, y desde una tribuna  improvisada en la 9.a avenida y 10.a calle un estudiante de apellido Gálvez Molina leyó a viva voz el Decreto y el Programa. Un público de todas las clases sociales recibía con gracia y buen humor la crítica contra Estrada Cabrera, sus funcionarios contra los profesores y autoridades de la Escuela de Derecho.
Tras la lectura, los estudiantes se encerraron en el edificio para tomarse una foto en grupo, la cual estuvo a cargo de José García; cuando ya estuvo tomada, de pronto se inició un forcejeo con policías en la puerta y luego con grupo de agentes de «la montada», el grupo más temido de la seguridad del presidente.. Al entrar, los policías la emprendieron a batonazos contra los estudiantes, y entonces el estudiante Miguel Prado desenfundó su revólver y liquidó a un policía; ante esto, los agentes empezaron a disparar indiscriminadamente, matando al estudiante salvadoreño Bernardo Lemus de un tiro al corazón.
El presidente Estrada Cabrera estaba afuera en su carruaje, y la policía había querido entrar porque él tenía la intención de visitar a los estudiantes en su huelga; pero los agentes se precipitaron con el resultado ya descrito y la Huelga ya no se celebró sino hasta después del derrocamiento de Estrada Cabrera en 1920.

### Década de 1920

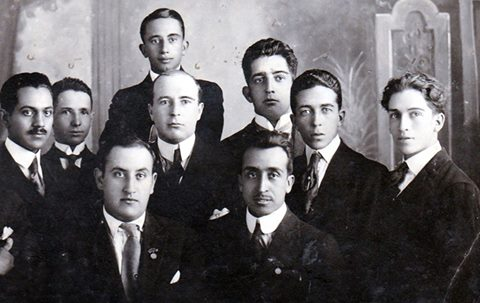
Estudiantes de la Universidad Nacional de Guatemala en 1921. Primero a la derecha se encuentra David Vela.

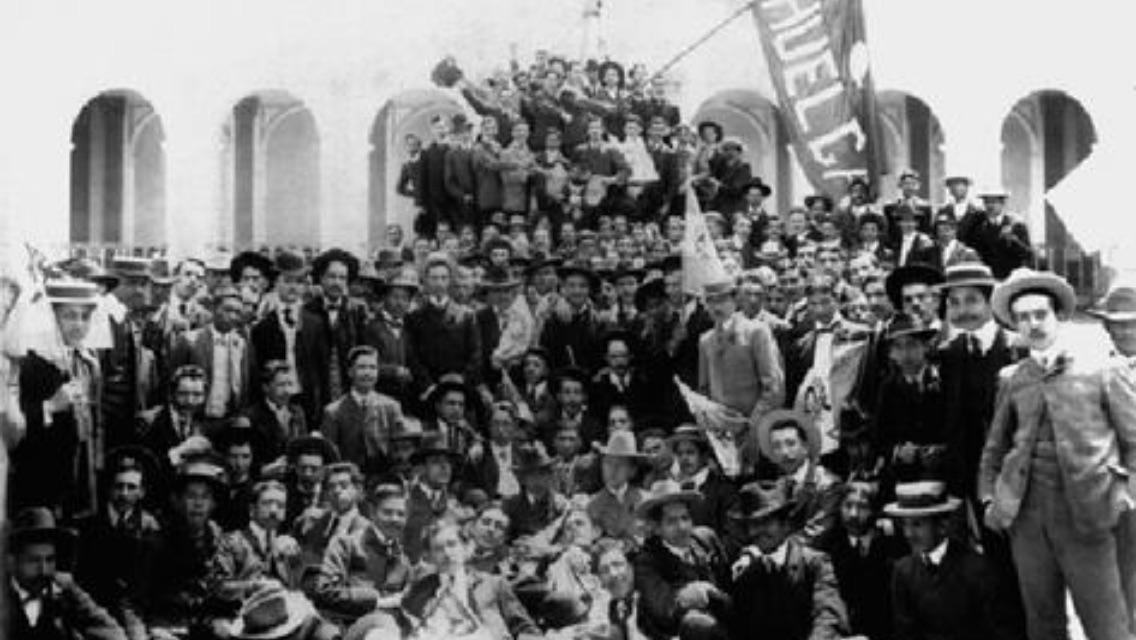
Generación del 20 que reinició las actividades de la Huelga de Dolores tras el derrocamiento de Manuel Estrada Cabrera en 1920.

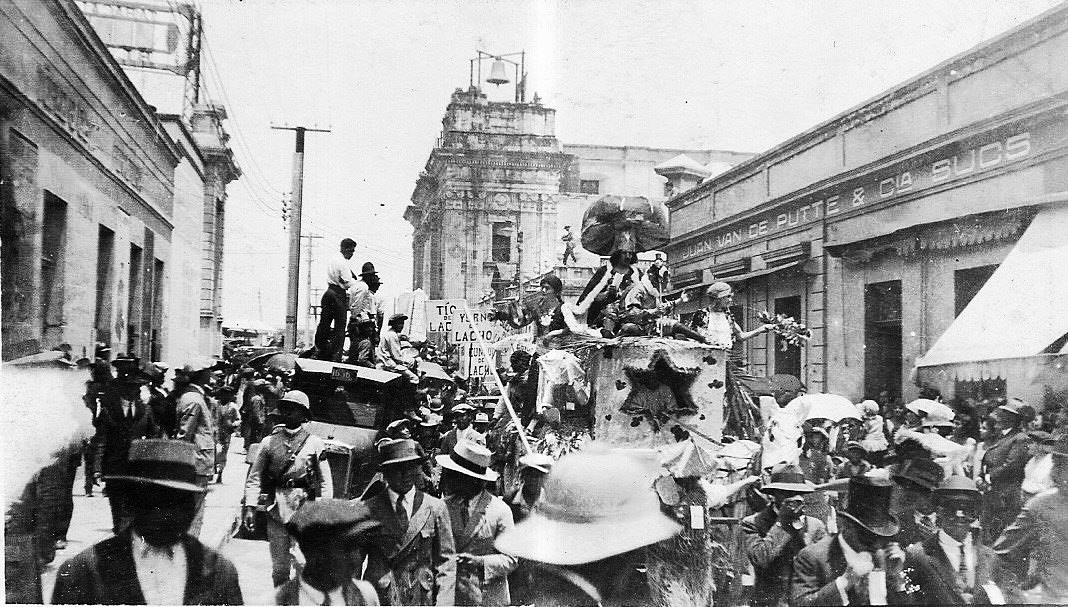
1927. Obsérvese el campanario temporal de la Catedral y los carteles contra el Presidente Lázaro Chacón.

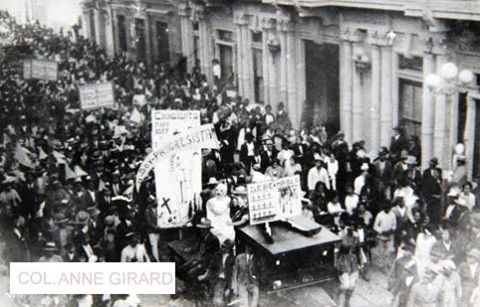
Desfile bufo de 1927 frente a la Escuela de Derecho y Notariado.

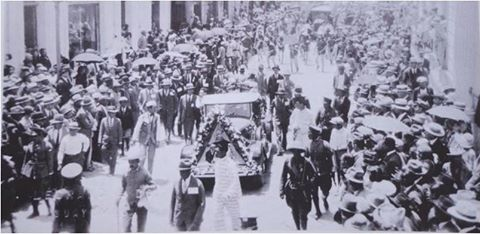
Desfile bufo de 1928, durante el gobierno progresista del general Lázaro Chacón.

En el año de 1920 los estudiantes universitarios formaron parte del Partido Unionista, movimiento originado por los líderes del Partido Conservador de Guatemala. Este movimiento, que surgió a finales de 1919, se solidificaría y terminaría con el derrocamiento del presidente Manuel Estrada Cabrera en abril de 1920. En 1921, se retoma la tradición de escribir el No Nos Tientes y de celebrar el Desfile Bufo; esta actividad fue dirigida por estudiantes de las tres unidades académicas que existían entonces (Derecho, Medicina y Farmacia), entre cuyos líderes se destacaban David Vela, Epaminondas Quintana, Alfonso Orantes, José Luis Balcárcel, Joaquín Barnoya, Clemente Marroquín Rojas, Miguel Ángel Asturias, entre otros. En esos años, los estudiantes universitarios provenían principalmente de las clases altas de la sociedad guatemalteca y el total de estudiantes apenas sobrepasaba los doscientos.
El gobierno de Carlos Herrera y Luna reorganizó las Facultades de la Universidad, que quedaron constituidas por decretos gubernativos en abril y mayo de 1920 en la siguiente forma:
- Facultad de Ciencias Naturales y Farmacia
- Facultad de Derecho, Notariado y Ciencias Políticas y Sociales
- Facultad de Ciencias Médicas
- Facultad de Ingeniería

Asimismo, en reconocimiento a la colaboración que los estudiantes universitarios prestaron al Movimiento Unionista, devolvió a las Facultades Superiores la autonomía para la elección de autoridades de acuerdo al siguiente decreto:
| Decreto No. 1031 La Asamblea Legislativa de la República de Guatemala DECRETA: Artículo 1o.- Se deroga el Decreto Legislativo No. 193, emitido el 21 de marzo de 1893, y en consecuencia, quedan en vigor las disposiciones de la Ley de Instrucción Pública, modificadas por el mencionado Decreto. Artículo 2o.- Las elecciones de los miembros de las Juntas Directivas de las diversas Facultades Profesionales, tendrán lugar el presente año en el corriente mes de mayo, y los electos tomarán posesión de sus cargos inmediatamente; pero el período de dos años de su ejercicio se contará desde el mes de enero próximo entrante. Pase al Ejecutivo para su publicación y cumplimiento. Dado en el Palacio del Poder Legislativo: en Guatemala, el cuatro de mayo de mil novecientos veinte. Arturo Ubico Presidente de la Asamblea Adrián Recinos Secretario — Tomado de: «Decretos del Organismo Legislativo». El Guatemalteco, Diario Oficial de la República de Guatemala - América Central. 10 de mayo de 1920. |

Finalmente, y también por reconocimiento a las contribuciones de los universitarios al derrocamiento de Estrada Cabrera, el gobierno otorgó un espacio para que los Estudiantes Universitarios pudieran celebrar reuniones de toda índole:
| Organismo Ejecutivo Ministerio de Instrucción Pública Se organiza la Junta Directiva de la Facultad de Ingeniería Se concede a los Estudiantes Universitarios el uso gratuito del edificio de la Escuela «Manuel Cabral» Palacio del Poder Ejecutivo: Guatemala, 23 de abril de 1920. El Presidente Constitucional de la República. En el deseo de prestar apoyo a los jóvenes Estudiantes Universitarios y con el propósito de que tengan un local adecuado para celebrar sus reuniones y editar sus periódicos científicos, ACUERDA: Concederles gratuitamente el uso del edificio que ocupa actualmente la Escuela Nacional de Niñas «Manuel Cabral» situado en la 10a. Calle Oriente, contiguo a Capuchinas. Comuníquese. HERRERA El Secretario de Estado en el Despacho de Instrucción Pública Manuel Arroyo — Tomado de: «Decretos del Organismo Ejecutivo». El Guatemalteco, Diario Oficial de la República de Guatemala - América Central. 25 de abril de 1920. |

No es de sorprender, pues, que de esta época date la Asociación de Estudiantes «El Derecho» y la Asociación de Estudiantes Universitarios, que fue fundada el 22 de mayo de 1920.
Los estudiantes de la generación del 20 hicieron contribuciones notables a la Huelga de Dolores. Aparte de revivir el No Nos Tientes, escribieron la letra de la Canción de Guerra Estudiantil «La Chalana», en la cual hacen crítica mordaz de todos los miembros de la sociedad guatemalteca. Ahora bien, es importante destacar que las opciones para colocarse, ascender y publicar en Guatemala de entonces eran limitadas, ya que la vieja guardia de escritores e intelectuales esperaba de las generaciones jóvenes deferencia y respeto; ante esa situación la generación del 20 trató de ampliar el mercado cultural, creando la Universidad Popular en 1922 para aumentar la instrucción del obrero guatemalteco y acercándose al socialismo para criticar el orden establecido. La cuestión social del indígena guatemalteco y el papel que debía jugar la educación como una vía de redención de los sectores populares fueron dos de los ejes principales de los estudiantes y profesionales jóvenes en la década de 1920. Este compromiso con los intereses de los obreros e indígenas fue únicamente una estrategia para colocarse políticamente en la esfera pública; la Generación del 20 compartía con la vieja guardia liberal cabrerista desprecio y temor por las culturas populares. Esto fue evidente a medida que los jóvenes escalaron puestos en la jerarquía estatal, ya que poco a poco fueron abandonando su ideario radical e incluso hubo algunos que colaboraron con las dictaduras subsiguientes,, especialmente la del general Jorge Ubico Castañeda.

### Gobierno de Jorge Ubico Castañeda

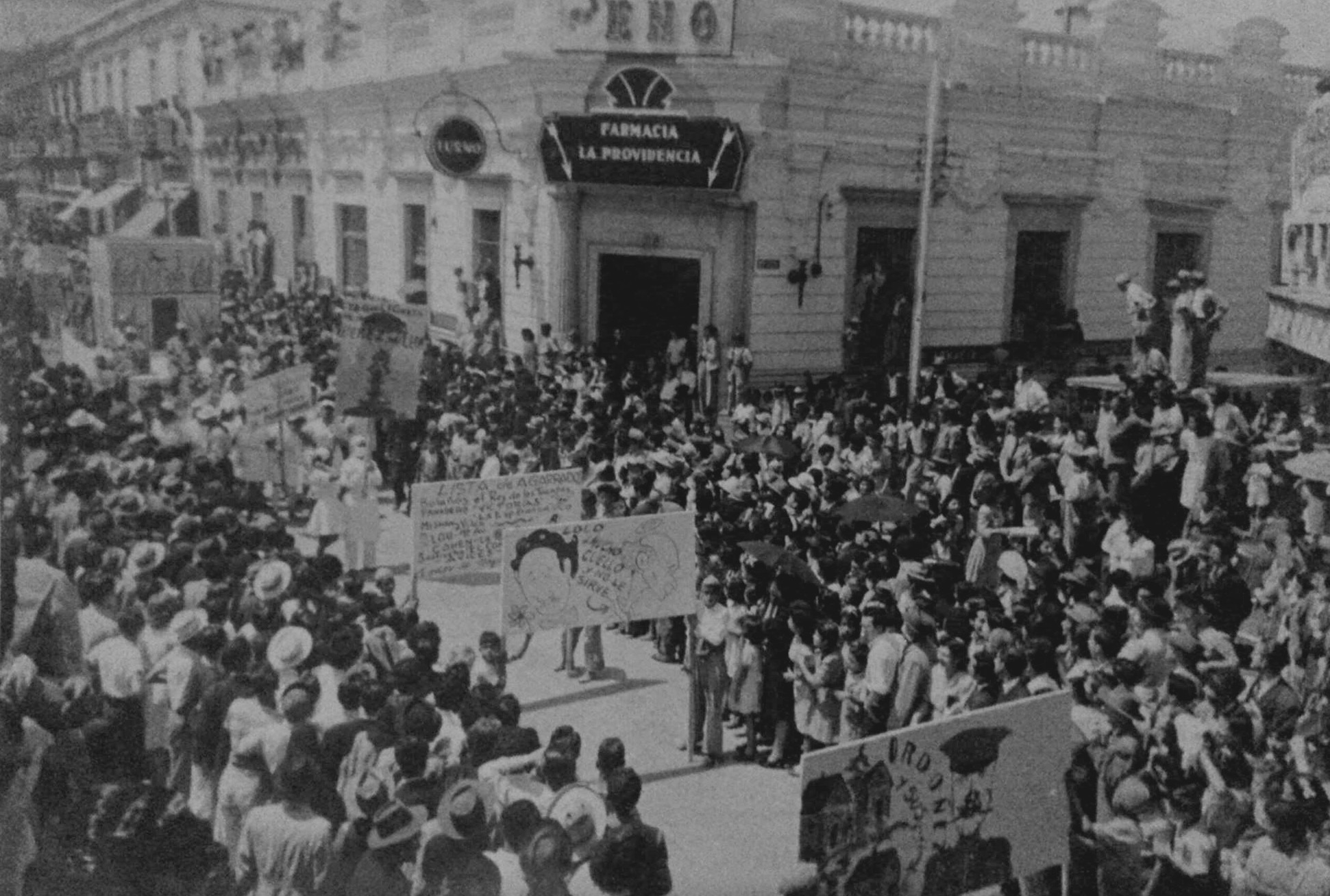
Desfile bufo de 1930. Éste fue el último desfile que se realizó por muchos años, pues el presidente Jorge Ubico, quien inició su período presidencial en 1931, prohibió la actividad de Huelga. Los desfiles se reiniciaron en 1945, luego de la Revolución de Octubre.

En 1931 es electo presidente el general Jorge Ubico Castañeda, quien retira la autonomía a la Universidad y reprime al movimiento huelguero. Ese año, un grupo de estudiantes salvadoreños había llegado a Guatemala invitado por los universitarios guatemaltecos, pero el gobierno no permitió que el tren llegara a la estación. Los guatemaltecos entonces ayudaron a los salvadoreños a terminar el viaje a pie, llevando el equipaje de los visitantes. Al llegar cerca de la ciudad, la policía arremetió en contra de todos, dispersando violentamente la marcha. Luego de este hecho, Ubico Castañeda no permitió ninguna actividad de Huelga durante su gobierno de 14 años.

### Revolución de Octubre y autonomía universitaria
En noviembre de 1944, la Junta Revolucionaria de Gobierno que se instauró luego del derrocamiento de Federico Ponce Vaides el 20 de octubre de 1944, otorgó la autonomía a la Universidad Nacional y esta es rebautizada con el nombre de Universidad de San Carlos de Guatemala; asimismo, se abrieron las puertes de la universidad a todos los miembros de la sociedad guatemalteca y ya no solo a las élites, y se autorizó el ingreso de las mujeres a las aulas. Por otra parte, se crearon las Facultades de Humanidades, Ciencias Económicas y Agronomía, para realizar estudios sobre la realidad social e histórica del país y para brindar la oportunidad de que no solo los bachilleres del Instituto Nacional Central para Varones cursaran estudios superiores.
Por otra parte, la mayoría de los estudiantes simpatizaba con «la Revolución»: el gobierno de Juan José Arévalo contaba entre sus más relevantes colaboradores a estudiantes de los últimos años de la Facultad de Derecho, y tenía una gran presencia, mucho más en los claustros que en las clases. Subsecretarios de Estado, diputados al Congreso de la República, directores generales, asesores, así como dirigentes de los nuevos partidos políticos -tales como el Frente Popular Libertador (FPL), el Partido Acción Revolucionaria (PAR) y el futuro Partido Guatemalteco del Trabajo (PGT)- llegaban con frecuencia a la Facultad. Los cursos informales de reflexión y práctica política universitaria se tomaban en las sesiones ordinarias y extraordinarias de la Asociación de Estudiantes El Derecho (AED). En la AED aprendían a mocionar, argumentar, e impugnar, así como a respetar las decisiones de la mayoría, en un clima que entremezclaba momentos de seriedad con bromas, aplausos, rechiflas y burlas, sobre todo, según cuenta Carlos Guzmán-Böckler en su artículo La Huelga de Dolores que conocí con mi generación (1947-1977), «cuando alguien decía una o varias muladas».
A principios de 1945 el entonces estudiante de los últimos años de Derecho, Jesús Guerra Morales, secundado por Francisco Luna, presentaron ante la asamblea general de la AED la moción de reanudar la celebración de la Huelga de Dolores, silenciada durante la larga dictadura de Jorge Ubico. Una respuesta jubilosa dio paso a una etapa más en la vida azarosa de la chusca y controvertida festividad estudiantil. El entusiasmo se contagió a los estudiantes de medicina y a los de las otras Facultades con menor intensidad. De ahí se constituyó el Comité de Huelga y se trató de llenar el esquema general de la festividad trazando a partir de 1898: la publicación del No Nos Tientes y la realización del «Desfile Bufo», con el objeto de combinar la sátira escrita con la escenificación ambulante de situaciones embarazosas para los políticos de turno. Correspondía entonces a los niveles huelgueros del 45 dar forma y contenido a los temas y los personajes de su propia época, uniendo en una sola expresión las dificultades de los géneros cómico y satírico. Recurrieron a los huelgueros de la generación de 1920 que aún mantenían el entusiasmo de sus años mozos -en especial al médico Joaquín «La Chinche» Barnoya- y echaron mano de su propia inventiva y creatividad.

#### El entierro de la Huelga
En la Velada Estudiantil, unos estudiantes de medicina presentaron un número en el que se hacía burla de los militares y en particular de los cadetes de la Escuela Politécnica, quienes, entre otras mojigangas, cantaban a coro, con la música de una ronda infantil: «Los cadetes dicen pío, pío, pío, cuando tienen hambre, cuando tienen frío...», para terminar clamando: «Y aunque no lo crean, somos los campeones, entre los huevones, pío, pío, pío.» A pesar del estilo ingenuo del número, algunos oficiales treparon al escenario para interrumpirlo y uno de ellos lanzó una bomba lacrimógena. Algunos estudiantes pararon a los agresores, pero el espectáculo terminó abruptamente y varios militares ofrecieron impedir el desfile, por la fuerza, si los estudiantes intentaban realizarlo el Viernes de Dolores. El «Honorable Comité de Huelga» deliberó y constató que atrás de unos desórdenes callejeros había un deseo de los opositores a la revolución de llevar las cosas mucho más lejos y provocar así un grave problema al Gobierno. En tal virtud, sin dar a conocer los motivos de fondo, sino haciendo público su deseo de evitar confrontaciones, sus miembros decidieron «enterrar La Huelga», de suerte que, sin renunciar al desfile, ordenaron prescindir de todos los número satíricos, pedir al estudiantado que marcharan en silencio, vestidos de luto, escoltando un féretro que, juntamente con el No Nos Tientes, se enterró frente a la Facultad de Medicina.
En 1948, el No Nos Tientes apareció puntualmente durante la noche anterior el Viernes de Dolores y a eso de las 8 de la mañana de éste, en una ceremonia encabezada por los huelgueros de la generación del 20 -paradójicamente, en su mayoría simpatizantes de las derechas del momento- se desenterró el féretro inhumado el año anterior y, acto seguido, se dio comienzo a un Desfile Bufo lleno de vida y jocosidad; la Huelga de Dolores, en tanto que espectáculo de sátira política y de ingenio juvenil, capaz de cautivar la atención masiva de los distintos estratos de las clases sociales de la Ciudad de Guatemala, empezaba a experimentar su mejor época.
| Actividad                                               | Listado |
| ------------------------------------------------------- | --- |
| Autores y realizadores de representaciones en la Velada | Carlos Rigalt |
| Redactores de artículos en el No Nos Tientes            | - Jesús Guerra Morales - Werner Ovalle López - Edgar S.Lemcke - José Barnoya - Carlos Guzmán-Böckler - Adolfo Mijangos López - Miguel Massis - Luis Emilio Anzueto - Alfredo Bonatti - Jorge Quintero - Alfredo Balcells Tojo - Ennio de León Barzolli - Roberto Fuentes |
| Constructores de carrozas                               | - José María Rodríguez - Max Saravia Gual |
| Coreógrafos de números ambulantes en el Desfile Bufo    | Carlos Fuentes |
| Caricaturistas                                          | Mario López Larrave |
| Músicos                                                 | - Oscar Salazar - Mario Pinzón - Julio Molina - Francisco Sandoval |

La colaboración estudiantil trascendió los límites de medicina y derecho, enriquecida con los aportes de las otras Facultades, especialmente de Odontología e Ingeniería. Estudiantes de medicina, con gran talento musical, entrelazaron retazos de música clásica y popular, en los que acomodaron letras satíricas que rozaban el ingenio, y lograron hacer óperas que ampliaron grandemente el repertorio de las Veladas.

#### Primera excomunión
En 1949 el arzobispo Mariano Rossell y Arellano excomulgó a los participantes en la Huelga de Dolores, porque en la ópera La Alcaida en la que tres organizaciones políticas se disputan la Alcaldía de la Ciudad de Guatemala se hizo burla del «Ave María» diciendo: «votad por Prado hijitas mías, ciervas babosas de Monseñor».

### La Contrarrevolución de 1954; inicio de la Capucha y segunda excomunión
La intervención norteamericana tendría su desenlace a fines de junio y a principios de julio de 1954. La reforma agraria iniciada por el gobierno de Arbenz en 1952, luego de comprobar a través del primer censo agropecuario que el 2 % de la población poseía el 80 % de la tierra cultivable de todo el territorio del país, había abierto las puertas a la recomposición de la estructura agraria a favor de los campesinos sin tierra, consechadores de los frutos exportables, remunerados con salarios insuficientes y victimados por la discriminación social y racial, ya que la mayoría de ellos era indígena. Esa puerta fue cerrada por el nuevo gobierno, encabezado por Carlos Castillo Armas. El Comité de Defensa contra el Comunismo, creado por la influencia del Macartismo norteamericano, fue la versión guatemalteca de la inquisición anticomunista que se estaba viviendo en los Estados Unidos.
A todo esto se tuvieron que enfrentar los estudiantes de la segunda parte del año de 1954 y lo empezaron a adversar desde la Huelga de Dolores de 1955, aunque, a partir de entonces, la represión empezó a cercarlos. Los ex-huelgueros del 45, ya profesionales graduados para entonces, empezaron a participar como redactores en el No Nos Tientes. Sin embargo, muchos de estos profesionales tuvieron la oportunidad de disfrutar de becas de especialización o de estudios de postgrado en el extranjero. Durante esas largas ausencias se desentendieron de los avatares de la Huelga, pero estuvieron al tanto de las noticias de Guatemala que cada vez eran más desalentadoras. Al retornar a Guatemala tras concluir sus especializaciones, las colaboraciones al No Nos Tientes volvían a salir de nuestras manos. Con el gobierno de Miguel Ydígoras Fuentes la corrupción generalizada del gobierno se hizo evidente, la guerra de guerrillas comenzó y la represión hizo lo suyo, sobre todo a partir del golpe de Estado dirigido por militares encabezados por Enrique Peralta Azurdia, en cuya época la Huelga de Dolores fue proscrita una vez más.

#### La Capucha
Hasta 1954, los estudiantes universitarios mostraban su rostro libremente durante el Desfile Bufo. Esto ya no lo pudieron seguir haciendo los miembros del Honorable Comité de Huelga cuando empezó el gobierno anticomunista de Carlos Castillo Armas -a quien los estudiantes llamaban «Cara de Hacha»-. A partir de la lectura de un boletín el antiguo Parque Central en la zona 1, los estudiantes del comité empezaron a utilizar capuchas para cubrir su rostro.

#### Segunda excomunión
En 1956, el arzobispo Mariano Rossell y Arellano volvió a excomulgar a los estudiantes universitarios por una parodia que éstos hicieron del «Padre Nuestro» incluida en un solemne «Te Veum» en la que se recitaba: «Padre nuestro… que estás en Washington, vilipendiado sea tu nombre… Carlos Castillo Armas, venga a nos tu banano… United Fruit Company… Amén.»

### Época de 1966 a 1978
Al iniciar el gobierno del licenciado Julio César Méndez Montenegro en 1966, no se dio la apertura política esperada y la Huelga permaneció proscrita hasta 1968, año en que se reiniciaron las actividades. La mayor parte de los antiguos huelgueros estaba de regreso en Guatemala y ejercía sus profesiones o profesaba como docente en la Universidad de San Carlos. Ante la estrechez del cerco gubernamental en torno a las actividades de la Huelga, dos o tres dirigentes de la AEU le pidieron a Adolfo Mijangos López, a José Barnoya y a Carlos Guzmán-Böckler que centralizan todo lo relacionado con la preparación, redacción y publicación del No Nos Tientes, a efecto de entregarles el día anterior al Viernes de Dolores el periódico listo para su distribución. De esta forma, el periódico estudiantil fue redactado de la siguiente forma:
- Mario López Larrave: preparó, con gracia incisiva e ingenio punzante, caricaturas y pequeños textos.
- Jesús Guerra: veterano redactor, poeta y prosisa
- José Barnoya: a cargo de los artículos jocosos
- Carlos Guzmán Böckler: editorialista y diagramador

En 1971 fue asesinado Adolfo Mijangos López, por oponerse férreamente a la concesión de la explotación de níquel a la empresa canadiense EXMIBAL; al año siguiente, pese a las amenazas del gobierno de Carlos Arana Osorio -quien para entonces ya había otorgado la concesión a los canadienses-, los estudiantes celebraron la velada de la Huelga en donde se cantó un homenaje a Mijangos López con serias acusaciones contra el gobierno y los supuestos autores intelectuales del crimen:
| «Que de donde Fito vienes, del panteón de los caídos que edifica el General, a contarles mi tragedia sucedida en una tarde al año que entró el Chacal, como ustedes lo recuerdan me mataron por la espalda e indefenso estaba yo, pues siendo universitario no cargaba guardaespaldas por ser un intelectual, los esbirros asesinos pertenecen a la MANO que comanda Sandoval, por luchar contra la EXMIBAL, Oliverio Castañeda sus instintos descargó. Es por eso pueblo mío que te insto yo a la lucha, a pelear contra el poder. Reflexionen en sus hijos, prepárenles un futuro de esperanza y libertad.» |

A pesar de la muerte de Mijangos López el resto de redactores se mantuvo hasta el final del gobierno del general Laugerud García, cuando el licenciado López Larrave fue asesinado y el resto de participantes tuvo que salir al exilio.
En 1973 se inició la participación de las damas en las actividades de la Huelga de Dolores y con el incremento de la represión durante el régimen del general Fernando Romeo Lucas García en contra de los grupos de las juventudes del proscrito Partido Guatemalteco del Trabajo que se habían organizado muy bien dentro de las facultades y la Asociación de Estudiantes Universitarios hacia el final del gobierno de su antecesor, el general Kjell Eugenio Laugerud García, el uso de la capucha se extendió a todas las facultades, al punto que cada una de las facultas empezó a utilizar un color diferente:
| Agrupación                     | Color              |
| ------------------------------ | ------------------ |
| Honorable Comité               | Negro              |
| Ciencias de la Comunicación    | Azul               |
| Trabajo Social                 | Beige y Negro      |
| Agronomía                      | Verde y Negro      |
| Arquitectura                   | Amarillo y Negro   |
| Ciencias Económicas            | Naranja            |
| Derecho                        | Rojo y Negro       |
| EFPEM                          | Celeste y Negro    |
| Farmacia                       | Gris               |
| Frente Estudiantil Sancarlista | Corinto            |
| Humanidades                    | Turquesa con Negro |
| Ingeniería                     | Gris y negro       |
| Medicina                       | Blanco y Negro     |
| Veterinaria                    | Verde y blanco     |
| Lingüística                    | Celeste            |
| Diseño Gráfico                 | Morado y verde     |

### Decadencia

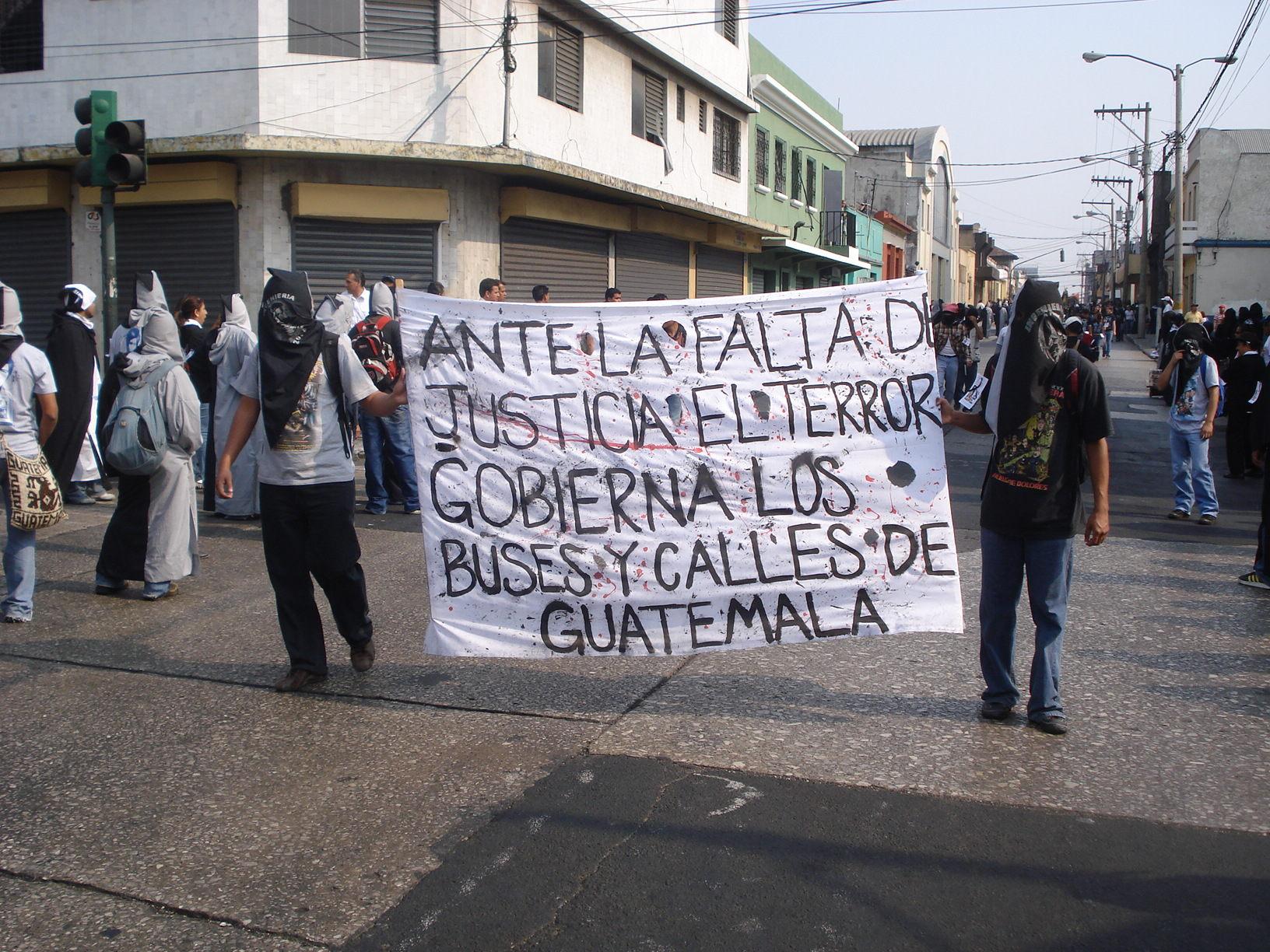
Desfile bufo de 2009.

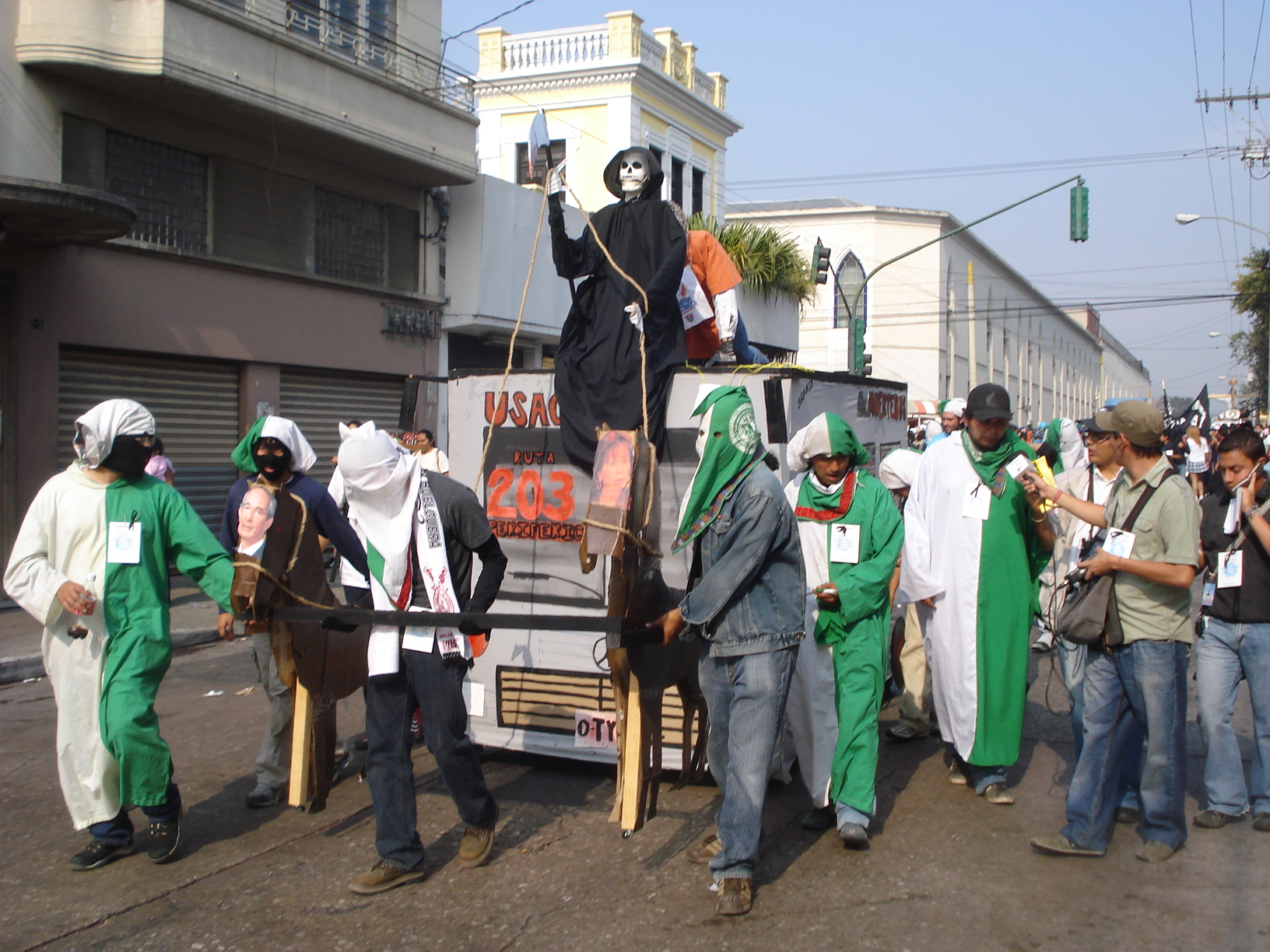
Desfile bufo de 2009. Estudiantes universitarios critican la inseguridad que viven los pilotos de autobuses urbanos sirven al Campus Central de la Universidad de San Carlos.

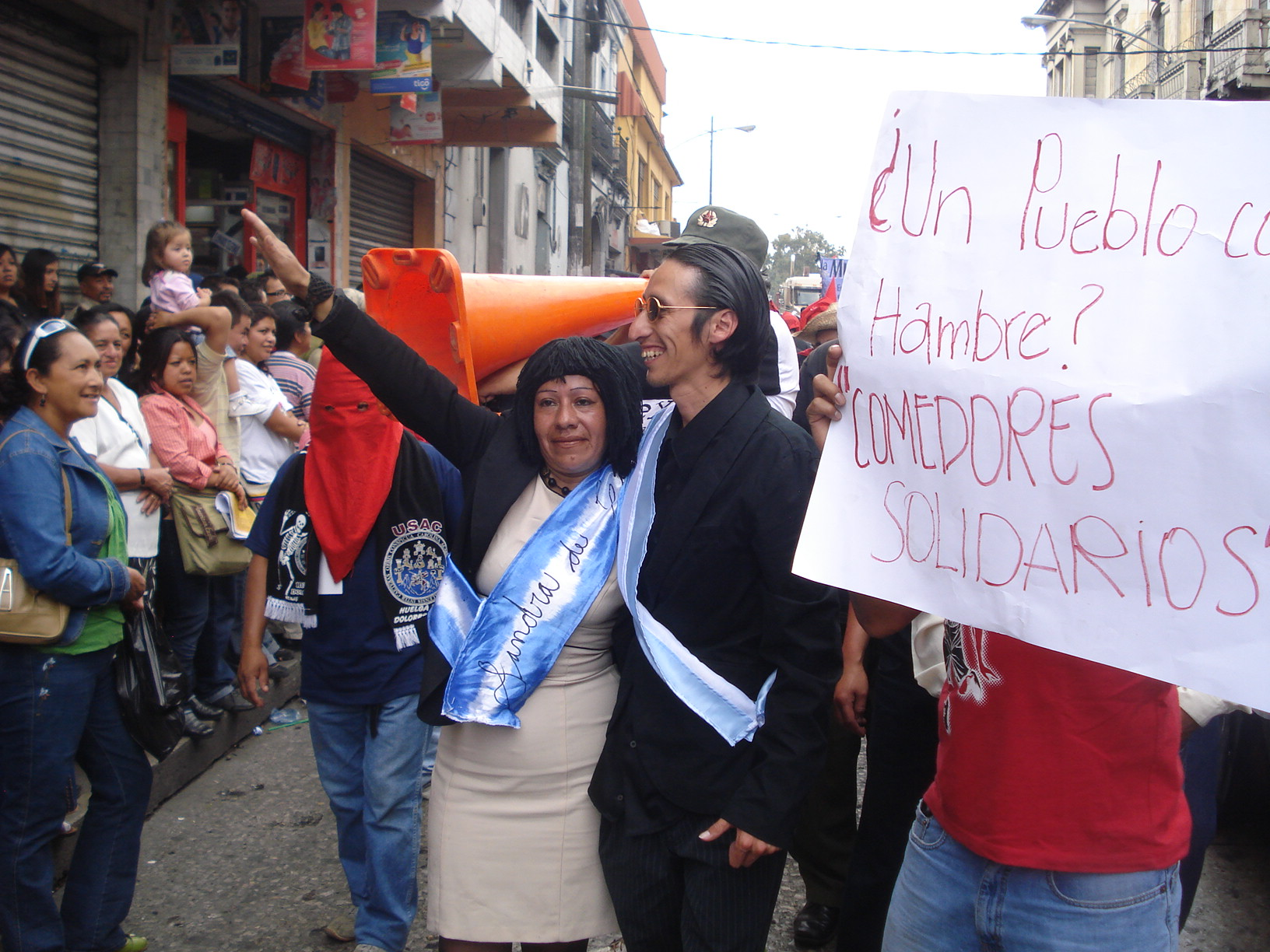
Desfile bufo de 2009. Estudiantes universitarios hacen crítica burlesca al presidente Álvaro Colom y a la primera dama Sandra Torres.

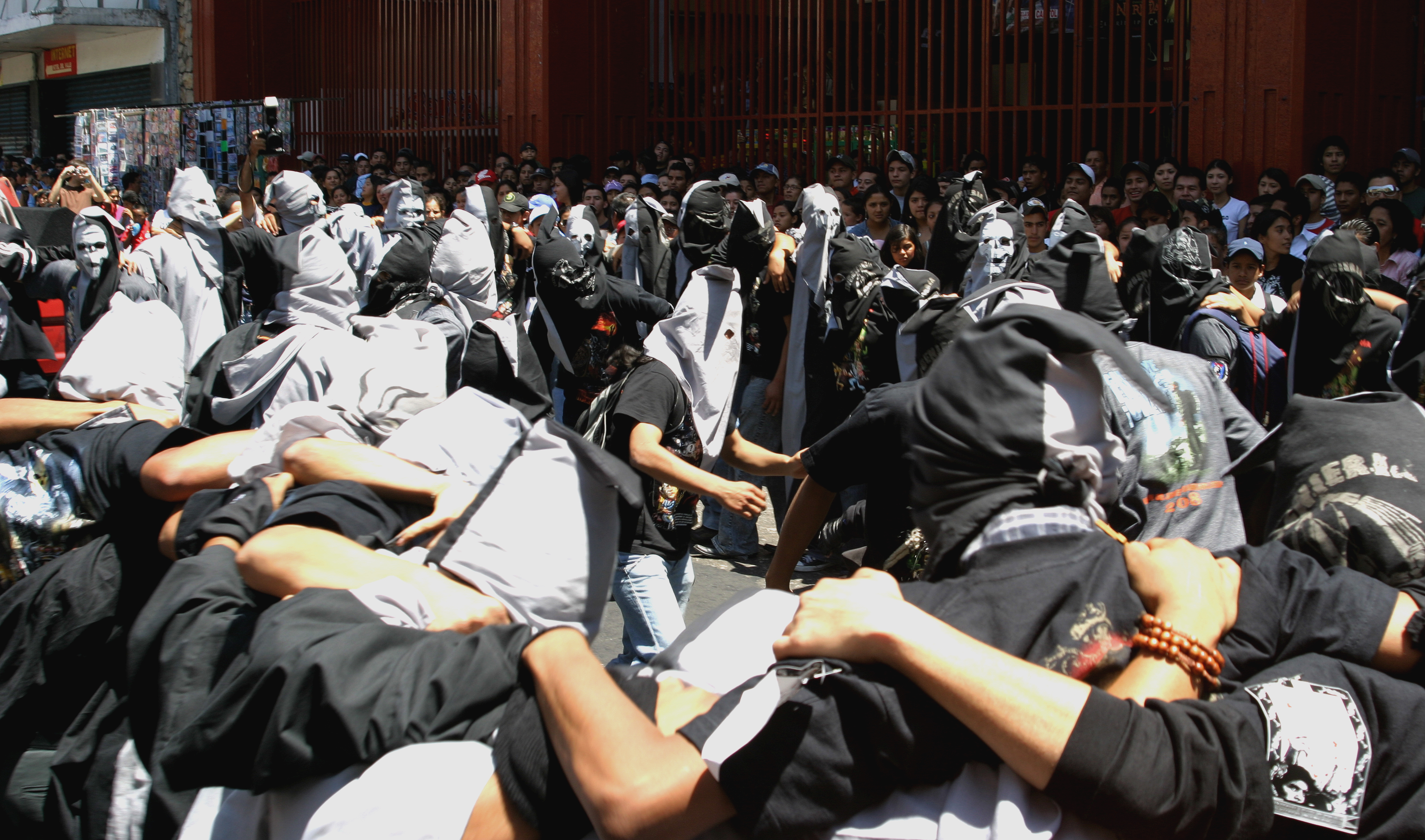
Encapuchados en 2008.

#### Descentralización de la población en la Ciudad de Guatemala
A partir de 1970 la población de la ciudad empezó a crecer exponencialmente. Con el auge del automóvil y siguiendo el patrón de las ciudades estadounidenses, la sociedad empezó a emigrar fuera del Centro Histórico de la Ciudad de Guatemala, en la siguiente forma:
- élites terratenientes: estableciéndose en los municipios de Santa Catarina Pinula, San José Pinula y Fraijanes.
- capas medias y obreras: se dirigieron a las zonas 7, 11, 12, 13 y 15
- clases bajas: zonas 7, 18 y 19, Chinautla, San Juan Sacatepéquez, San Pedro Sacatepéquez.

#### Efectos de la represión gubernamental
Luego, en la década de 1980, tras la fuerte represión de los gobiernos de Fernando Romeo Lucas García, Efraín Ríos Montt y Oscar Humberto Mejía Víctores contra los grupos guerrilleros que operaban dentro de la Universidad, los líderes de la AEU y del Honorable Comité que no habían sido asesinados o desaparecidos, salieron al destierro; y lo mismo ocurrió con muchos de los docentes de la Universidad de San Carlos. Esto dejó un vacío de liderazgo en todas esas instituciones, que no pudo llenarse con personalidades de la misma talla de las que se perdieron; como resultado, tanto el nivel académico como los directivos de la Universidad y de las asociaciones estudiantiles de la misma sufrieron un descenso considerable en su calidad. Aunado a ello, la organización del Estado de Guatemala que se estableció con la Constitución de la República emitida en 1985, convirtió al Consejo Superior de la Universidad de San Carlos en un apetecido premio político, por sus representantes ante la Corte Suprema de Justicia, Corte de Constitucionalidad y Junta Monetaria. Finalmente, debido al sistema de elecciones que se utiliza en la Universidad, las asociaciones estudiantiles son también un importante objetivo de las organizaciones externas a la Universidad y que utilizan a la misma para fines políticos.

#### Modificación del papel de la Universidad en la sociedad guatemalteca
Los problemas que ha afrontado la Universidad desde la reforma constitucional de 1985 se han visto reflejados en la «Huelga de Dolores», la que ahora incluye redes de poder y genera situaciones que invitan a ejercer la violencia. Los nuevos integrantes que participan en los diferentes comités de Huelga llegan a un ambiente ya enrarecido debido a conflictos, intereses y tradiciones autoritarias. A principios de la década de 1990, la Asociación de Estudiantes Universitarios se limitó a organizar y promover actividades culturales y deportivas como una manera de recuperar la confianza del estudiantado, ya que la gran mayoría de éste tenía miedo de las consecuencias de asociarse con movimiento que claramente atraqía la atención de las fuerzas represivas del Estado. Pero, a pesar esto, los guatemaltecos podían estar seguros de que los estudiantes de la Universidad de San Carlos iban a burlarse del régimen de turno y a criticar las políticas del mismo en el tradicional Desfile Bufo de la Huelga de Dolores.
A mediados de los años 90, se empezaron a crear «comités autónomos» que disputaban, por la fuerza incluso, la dirección de las actividades; y cuando las disputas se hicieron más violentas, se empezó a «reclutar» huelgueros fuera de la población estudiantil. Hubo comités y «comités autónomos» que empezaron a reforzar sus filas con amigos de los dirigentes, incluyendo a pandilleros; es decir, no fueron simples infiltrados. Esta práctica se hizo sistemática en algunos comités, aunque debido a la falta de registros, la masificación universitaria y el uso de la capucha, resulta difícil demostrarla.

#### Cooptación de la Asociación de Estudiantes Universitarios
En el debate sobre la situación que la Huelga afronta en la actualidad, es frecuente escuchar que la violencia y los desmanes son cometidos por algunos pocos «infiltrados» en los comités de Huelga o de algunos pocos vándalos, explicación utilizada incluso por el propio Consejo Superior Universitario (CSU). Ante esta situación, la propia universidad no ha querido advertir que existen componentes sistémicos, situacionales y personales que se combinan para crear el vandalismo ocurrido en su seno y bajo el amparo de la Huelga: existe un sistema que se ha ido creando desde la reforma constitucional de 1985, el cual incluye disputas de poder en torno a la dirección de la «Huelga de Dolores» al amparo de la pasividad de las autoridades universitarias.
Para 1996, año en que se firmó la Paz entre el Ejército y la Unidad Revolucionaria Nacional Guatemalteca incluso las oficinas de los ministros de Estado y del presidente de la República se retiraron del Palacio Nacional, el cual se convirtió en museo y ahora es el Palacio Nacional de la Cultura. Con todos estos factores, se perdió al público que antes abarrotaba las actividades de la «Huelga de Dolores» y de esta cuenta, la crítica mordaz del No Nos Tientes y de los boletines no tiene ni el alcance ni el impacto que una vez tuvieran. Por esa misma época, el uso de capucha permitió que los comités de Huelga fueran tomados por personas que se aprovecharon del anonimato para realizar negocios personales, especialmente la introducción de negocios de economía informal al Campus Central de la Universidad, lo que les reportaba fuertes ganancias. Por otra parte, por el nuevo papel de la Universidad en Comisiones de Postulación, elección de magistrados a las principales cortes del país e incluso a la junta directiva del Instituto Guatemalteco de Seguridad Social —ente gubernamental autónomo que maneja miles de millones de quetzales—, los partidos políticos guatemaltecos se interesaron en las elecciones estudiantiles y de autoridades universitarias.
Ante estos cambios en la dinámica de la política universitaria, tomar el control de la Asociación de Estudiantes Universitarios —AEU— era fundamental, ya que desde allí se podía entrar en contacto con autoridades de alto nivel en la Universidad dado el prestigio que todavía tenía la AEU a finales de la década de 1990.  El proceso para apoderarse de la AEU se inició en 1998, con la elección que enfrentó a Jorge Mario García —alias «Gilligan»— con José Inés Castillo, de la Facultad de Derecho —quien para 2012 fue elegido como diputado al Congreso de la Repáblica por el partido Libertad Democrática Renovada —LIDER— y con Fernando Sáchez — apoyado por la ahora legal URNG— por el cargo de Secretario General.  Sánchez resultó elegido en esa ocasión, pero en las elecciones de 2000 se enfrentó nuevamente con Jorge Mario García en circunstancias desfavorables; su planilla se retiró de las elecciones para la AEU un día antes de los comicios al advertir que llegaban buses extraurbanos de las extensiones regionales de la USAC, especialmente de la Facultad de Humanidades, para apoyar a García y tras sufrir intimidaciones por miembros encapuchados del comité de Huelga de la Escuela de Formación de Profesores de Enseñanza Media —EFPEM—, dirigidos entonces por Byron Losley Johnson —alias «Gato»—.  A partir de entonces, los grupos relacionados con García han ganado fácilmente las elecciones de la AEU a pesar de señalamientos de irregularidades, pues no hay un ente que audite los resultados; las autoridades universitarias y estudiantiles no se han atrevido a intervenir, por la intimidación que sufren de grupos armados violentos que apoyan a los líderes de la AEU.
En los días que precedieron al Desfile de 2000, la AEU fue duramente criticada por varias organizaciones defensoras de los derechos humanos en Guatemala, incluyendo al Grupo de Apoyo Mutuo (GAM) y la Oficina de Derechos Humanos del Arzobispado, —ODHA—, debido a los abusos cometidos por personas encapuchadas que supuestamente eran parte del evento.. Las acciones de los vándalos incluyeron violentos ataques en contra de supuestos criminales, secuestro de autobuses urbanos para asistir a evento fuera de la Ciudad de Guatemala e intimidar a los ciudadanos para que contribuyeran con dinero para el evento. En total, cuarenta y tres estudiantes fueron arrestados, y aproximadamente sesenta estudiantes portando capuchas protestaron en frente del Palacio de la Policía Nacional Civil y el Palacio Nacional de la Cultura para quejarse de la persecución de estudiantes y demandar que se liberara a los que ellos consideraban como presos políticos.
En febrero de 2001 la asociación empezó a participar más en la política nacional; en esa oportunidad, el entonces secretario general de la AEU -Jorge María García- reportó que los miembros de su organización iban a trabajar con el apoyo del gobierno municipal de la capital de Guatemala para asegurarse de que los buses del transporte público no cobraran de más a los usuarios. En marzo de ese año, la asociación pidió ante el Consejo Superior Universitario (CSU) un voto de desconfianza contra el rector de la Universidad de San Carlos, ya que este había hecho comentarios acerca de uno de los magistrados nombrados a la Corte de Constitucionalidad que le parecieron inapropiados a la AEU y a varios miembros del CSU; sin embargo, la mayoría del Consejo optó por no desconocer al rector y el voto no procedió.
En marzo de 2001, el Honorable Comité de Huelga, dirigido por Byron Losley —de la agrupación a la que pertenecía Jorge Mario García—, recibió públicamente un donativo de treinta mil quetzales del entonces presidente de Guatemala, Alfonso Portillo quien, a su vez, fue declarado «Huelguero Honorable». La cercanía de García al Frente Republicano Guatemalteco —FRG, el partido de Portillo— se debió a las relaciones establecidas desde la Facultad de Derecho: en 2001 el exdecano de Derecho, Cipriano Soto fue elegido Magistrado de la Corte de Constitucionalidad —CC— por el Consejo Superior Universitario —CSU— para el periodo 2001-2006, gracias al cabildeo del siguiente decano de Derecho, Estuardo Gálvez (2000-2004), y del rector Efraín Medina Guerra, ambos vinculados al oficial FRG. El 15 de marzo de 2001, Jorge Mario García fue agriamente criticado por estos hechos; ese día, numerosos estudiantes rodearon la Casa Presidencial mientras se llevaba a cabo el acto, parando el tráfico de los alrededores en protesta.. Algunos de los sub-comités de Huelga desconocieron a García y a los principales miembros de la AEU y criticaron fuertemente al Honorable Comité de Huelga durante el Desfile del 6 de abril; de hecho, ni García ni el resto de la junta directiva del Honorable Comité participó en el desfile. El desfile en sí fue criticado por la población guatemalteca no solamente por la contienda surgida por la donación presidencial sino que también porque un estudiante encapuchado disparó al aire e hirió a un guardia de seguridad privada.
El 24 de mayo de 2002, Jorge Mario García recibió del presidente Portillo la Orden del Quetzal otorgada a la Asociación de Estudiantes Universitarios por su participación y logros en la vida política del país desde su fundación en 1920. Mientras la ceremonia se llevaba a cabo, en las afueras del Palacio Nacionao de la Cultura un pequeño grupo de estudiantes gritaba consignas en contra del presidente Portillo y de García.
A partir de la llegada de García a la secretaría general de la AEU, su grupo ha logrado el control de la entidad desde entonces —aunque cambia de nombre de elección a elección—, y ha contado con apoyo principalmente de las facultades de Derecho, Ciencias Económicas, Humanidades, Psicología y Odontología, así como de las escuela de Enseñanza Media y de Ciencias de la Comunicación. Pero, principalmente, su estabilidad proviene de sus manifestaciones de fuerza, especialmente en la época de Huelga de Dolores, y de mantener relaciones cordiales con el rector de turno y con los decanos de las facultades en donde los estudiantes les son útiles durante los procesos de elecciones.
En 2006, demostrando la injerencia que los partidos políticos de Guatemala han tenido en las agrupaciones estudiantiles, García empezó a trabajar en la Metropolitana del partido Unidad Nacional de la Esperanza —UNE— gracias a su relación con Ronald Arango, exrepresentante estudiantil de la Facultad de Derecho, y entonces miembro de ese partido —y diputado electo al Congreso de la República por el partido TODOS,—que se fraccinó de UNE en 2012—, y con José Inés Castillo, entonces candidato de Taxisco, Santa Rosa por el mismo partido. En las próximas elecciones participó como candidato a la alcaldía de la Ciudad de Guatemala por el Partido de Avanzada Nacional —PAN— tras enemistarse con los directivos de UNE Sandra Torres y Álvaro Colom. También, García ha sido representante estudiantil ante la Empresa Municipal de Transporte —EMETRA— desde que esta se formó el 30 de enero de 2001 por el concejo municipal de Álvaro Arzú, pues luego de pasar trece años en la Facultad de Derecho, se inscribió en la Facultad de Humanidades en 2006 y desde entonces es representante de la misma.

#### Líderes de la AEU desde el 2000
| Período   | Nombre                                      | Facultad/ Cercano a            | Comentarios |
| --------- | ------------------------------------------- | ------------------------------ | --- |
| 2000-2002 | Jorge Mario García                          | Derecho                        | - Vicepresidente de la Asociación «El Derecho» de 1999-2000 - Secretario General de la AEU de 2000 a 2002 - Representante estudiantes de Humanidades ante el Consejo Superior Universitario de 2006 en adelante - Alcalde Auxilidad de la zona 21 por el Partido Unionista del 2012 al 2016 |
| 2002-2004 | Byron Losley                                | EFPEM                          | - Señalado de ser parte de uno de los grupos de choque del entonces fiscal de Ministerio Público, Carlos de León Argueta, durante el gobierno de Alfonso Portillo - Integrantae de la Junta Universitaria de Persona - Miembro del partido político CNN en las elecciones generales de Guatemala de 2015 |
| 2004-2006 | José Aníbal López Silva                     | Derecho Jorge Mario García     | - 2009: Secretario adjunto de Asuntos Estudiantes del Consejo Superior Universitario Centroamericano - 2011: candidato a la alcaldía de un municipio de Santa Rosa por el Frente Republicano Guatemalteco - 2012-2014: representante estudiantil de Derecho ante el Consejo Superior Universitario - 2012: miembro del grupo «Fraternidad», que llevó a Avidán Ortiz a la decanatura de la Facultad de Ciencias Jurídicas y Sociales de la Universidad de San Carlos de Guatemala\|Facultad de Derecho]] |
| 2006-2008 | Ludwin Moisés Orozco Orozco                 | Odontología Byron Losley       | - 2004-2006: Representante estudiantil de Odontología ante el CSU - 2013: se graduó como profesional |
| 2008-2010 | Edwin Estuardo Losley Johnson               | EFPEM Byron Losley             | - Se promocionó con el nombre de «Amigos por la U» - Antes de termina su período ocurrió la toma de las instalaciones de la Universidad que dio origen al grupo «Esstudiantes por la Autonomía» —EPA—. - 2012 a la fecha: representante estudiantil ante el Consejo Directivo de la Escuela de Formación de Profesores de Educación Media (EFPEM) - Su carnet de inscripción data de 1991. |
| 2010-2012 | Roberto Muñoz                               | Humanidades Jorge Mario García | Para la elecciones generales de Guatemala de 2011 apopyó al partido Patriota, que resultó vencedor. |
| 2013-2015 | Comisión transitoria y reguladora de la AEU | Jorge Mario García             | Está conformada por Guillermo Prera Cuevas, de la AEU, Darwin Santos Godoy, del Honorable comité de Huelga, y Antonio García de la Facultad de Ingeniería, Derecho y Ciencias Económicas, y que pertenece a la agrupación EPA. |

#### Situación de la Escuela de Psicología
Por ejemplo, en 2012, la Escuela de Psicología llevaba varios años sin asociación de estudiantes, pero en todos esos años habïa tenido un «comité de Huelga de Psicología». Esto implica que tanto las autoridades de Psicología como la Asociación de Estudiantes Universitarios (AEU) tienen responsabilidad en el asunto porque el comité de Huelga de Psicología tiene una sede en el Centro Universitario Metropolitano (CUM), que administra la Escuela de Psicología. Por su parte, el comité de Huelga de Psicología ha participado en los distintos eventos de Huelga de Dolores, incluyendo el tradicional desfile previo a Semana Santa, que son actividades controladas por el Honorable Comité de Huelga, el cual se forma con representantes de cada unidad académica y de la propia AEU.  Por su parte, las actividades de recaudación de dinero para la celebración de la huelga, pronto se convirtieron en oportunidad para que los dirigentes se agenciaran de cierta cantidad de fondos, incluyendo el obtenido por el licor y la cerveza que eran destinados para la celebración, aprobados por el Congreso y que exoneraban de cierta cantidad de impuestos a las empresas donantes. Además, la capucha que utilizan los miembros de los comités ha permitido la impunidad.

### Casos de corrupción de 2015 en Guatemala
El 16 de abril de 2015, la Comisión Internacional Contra la Impunidad en Guatemala dirigida por el comisionado colombiano Iván Velásquez empezó a develar varios casos graves de corrupción en la esferas del estado guatemalteco; el primer caso -conocido como Caso de La Línea- estuvo relacionado con defraudación multimillonaria en las aduanas del país dirigida por el secretario privado de la vicepresidenta Roxana Baldetti y los directivos de la Superintendencia de Administración Tributaria de Guatemala (SAT) del gobierno del general Otto Pérez Molina y dio lugar a que se iniciaran manifestaciones de la clase media urbana en la Plaza de la Constitución que resultaron en la renuncia de la vicepresidenta Baldetti.  En mayo se descubrió el caso Caso IGSS-Pisa que involucraba al exsecretario privado de la presidencia y entonces presidente del Instituto Guatemalteco de Seguridad Social Juan de Dios Rodríguez, a miembros del CACIF (coordinadora industrial agrícola y financiera de Guatemala), al presidente del Banco de Guatemala y al decano de la Facultad de Medicina en un contrato millonario fraudulento con la empresa Pisa para tratar a enfermos renales que necesitaban diálisis.
Los escándalos de corrupción continuaron, y en julio de ese año se descubrió el Caso Redes de abuso de influencias de otro secretario privado de la presidencia, esta vez con las compañías energéticas Jaguar Energy en Masagua y Z-gas las cuales obtuvieron por su intermedio considerables prebendas y exenciones de impuestos. Otro caso significativo fue el conocido como Lavado y Política  que evidenció como Francisco Morales, ciudadano de Jutiapa con presuntos nexos con grupos ilegales se dedicaba al lavado de dinero y a financiar al partido Gran Alianza Nacional con la supuesta colaboración del presidente del Banco de Guatemala, Edgar Barquín -candidato vicepresidencial del partido Libertad Democrática Renovada-.
El 1 de agosto de 2015 el Frente Estudiantil Sancarlista (FES) y el rey feo universitario 2015, Parrocomunicacho Consolano del Trino del Chompipe, organizaron un desfile bufo extraordinario que se inició desde la mañana, saliendo de la antigua Facultad de Medicina en el Centro Histórico de la Ciudad de Guatemala hasta la Plaza de la Constitución para denunciar la corrupción a gran escala descubierta por la CICIG. En el desfile participaron alrededor de cuarenta unidades académicas, pero no participó la Asociación de Estudiantes Universitarios la cual en recientes años ha sido acusada de estar comprada por el gobierno de turno. Los estudiantes universitarios de Cobán, Alta Verapaz también realizaron un desfile bufo por la tarde de ese día. También estudiantes de Jutiapa, Chimaltenango, Huhuetenango, Escuintla y Jalapa, llegaron a la capital para participar de este movimiento.

## Música

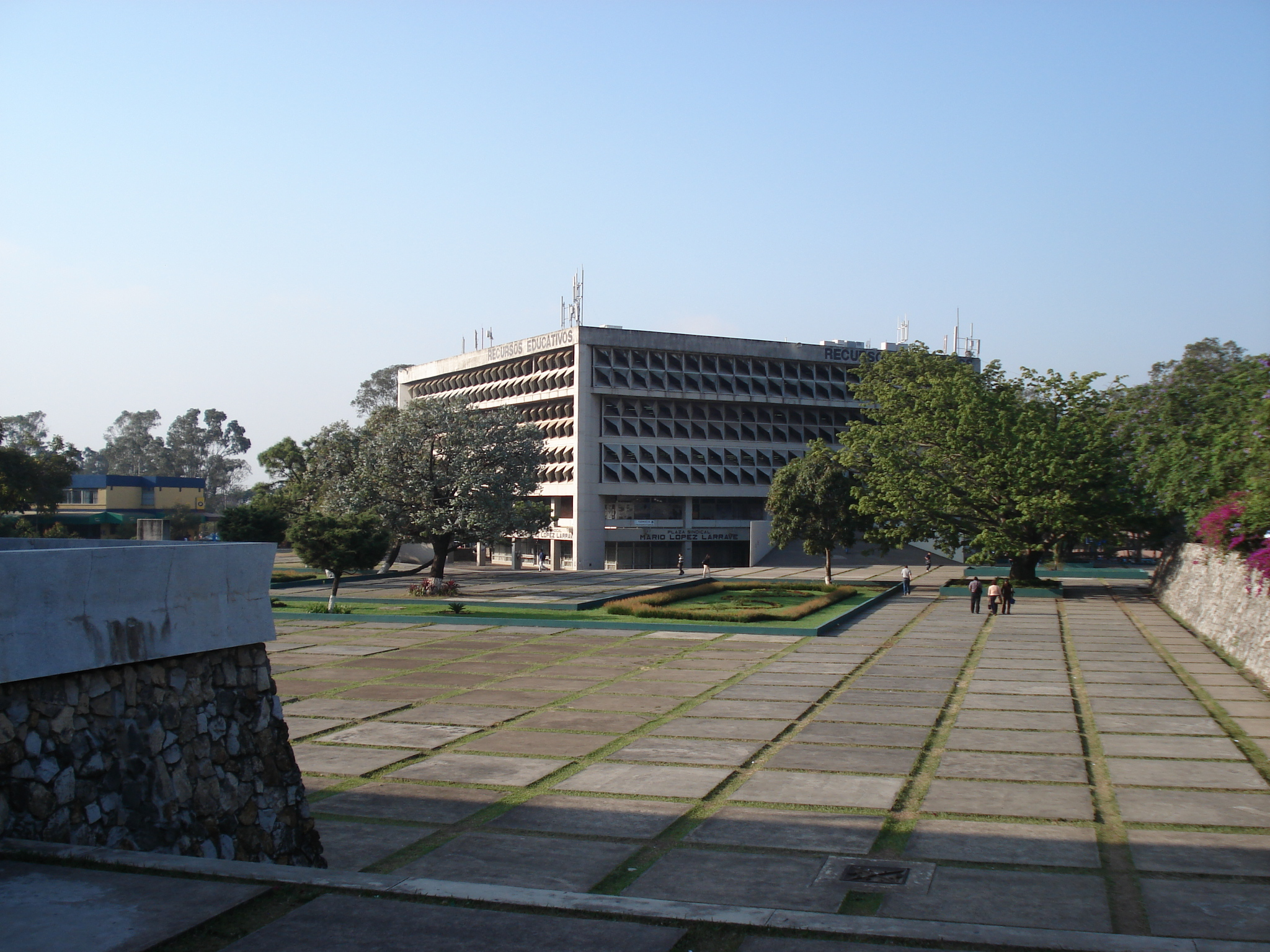
Plaza de Héroes y Mártires, Ciudad Universitaria zona 12. Aquí se realiza la fiesta de Declaratoria en la última semana de la Huelga de Dolores.

La música ocupa un lugar importante en la huelga y se caracteriza por la sátira hacia los políticos, funcionarios, ciudadanos, partidos políticos y organizaciones de renombre en la sociedad guatemalteca. La música huelguera muchas veces contiene frases y palabras soeces, así como sátira contra los protagonistas de las canciones, las cuales son escritas y producidas por las comparsas.

### La Chalana
Es el «Son de Guerra» de los estudiantes universitarios y, por ende, de la Huelga de Dolores. La letra fue escrita en 1922 por estudiantes de las Escuelas Facultativas de Medicina, Farmacia y Derecho de la Universidad Nacional en el edificio que en ese entonces era de la Facultad de Derecho en la zona 1 -convertido posteriormente en el Museo de la Universidad de San Carlos de Guatemala -MUSAC-. Entre los escritores que participaron en la creación de este reconocido «Son de Guerra Estudiantil» estuvo el futuro premio Nobel a la literatura Miguel Ángel Asturias -cuyo mote estudiantil era «Chirimoyas» Asturias, o simplemente «Moyas»-, el médico Epaminondas Quintana -apodado «Pumusfundas» o simplemente «Pumún»- y el prestigioso periodista David Vela, quien después fuera por muchos años el director del periódico El Imparcial; en ese momento, todos eran estudiantes de la Facultad de Derecho. La música, por su parte, fue compuesta por el maestro José Castañeda -conocido entre los estudiantes como «José con hache»- quien posteriormente sería el director fundador de la Orquesta Sinfónica de Guatemala.
| CORO Matasanos practicantes, Del Emplasto Fabricantes, Güisachines del lugar, estudiantes: en sonora carcajada prorrumpid ¡Ja, ja! I Sobre los hediondos males de la Patria arrojada flores, ya que no sois liberales ni menos conservadores. Malos bichos sin conciencia que la apresan en sus dientes y le chupan inclementes las fuerzas de su existencia. CORO Matasanos practicantes Del Emplasto Fabricantes Güisachines del lugar, choteadores: en sonora carcajada prorrumpid ¡Ja, ja! Reíd de los Liberales y de los Conservadores. II Nuestro quetzal espantado por un ideal que no existe se puso las de hule al prado más solo, pelado y triste. Y en su lugar erigieron cinco extinguidos volcanes que en cinco también se hundieron bajo rudos yataganes. CORO Matasanos practicantes Del Emplasto Fabricantes Güisachines del lugar, hermanitos: | en sonora carcajada prorrumpid ¡Ja, ja! Reíd de los volcancitos y del choteado quetzal. III Contemplad los militares que en la paz carrera hicieron Vuestros jueces a millares que la justicia vendieron. Nuestros curas monigotes que comercian con el credo y patrioteros con brotes de farsa, interés y miedo. CORO Matasanos practicantes Del Emplasto Fabricantes Güisachines del lugar, malcriadotes: en sonora carcajada prorrumpid ¡Ja, ja! Reíd de la clerigalia; Reíd de los chafarotes. IV Patria palabrota añeja por los largos explotada. Hoy la patria es una vieja que está desacreditada. No vale ni cuatro reales en este país de traidores. La venden los liberales como los conservadores. CORO FINAL Matasanos practicantes Del Emplasto Fabricantes Güisachines del lugar, muchachada: de la patria derengada riamos ya: ¡Ja, ja! |

### Otras canciones
Existen muchas otras canciones huelgueras, pero las más famosas son:
| Había una vez un pueblo chiquito Había una vez un pueblo chiquito que no podían, que no podían que no podían... gobernar... si la dicta no les parece larga si la dicta..dura no les parece larga volveremos, volveremos, volveremos a empezar... | Todos los estudiantes son, son, son... todos los estudiantes son, son, son... sonsorosonsonson son pura riata, y cuando se emborrachan cha, cha, cha... y cuando se emborrachan cha, cha, cha... chacharachachacha, amarran zope, amarran zope. Todos los chafarotes... |

## La Huelga de Dolores en la webside

### Creación del sitio web Huelga de Dolores
Véase también:www.huelgadedolores.com
El 26 de enero del de 2006, el catedrático y exdirigente universitario y miembro del colectivo artístico Rotavirus El Grupo, César Augusto Gaytán Marroquín, donó al movimiento académico el dominio web www.huelgadedolores.com con el objetivo de modernizar el sistema de divulgación de esta actividad. Según reportes de la auditora DFP, encargada de contabilizar el récord de páginas web, el espacio virtual de «www.huelgadedolores.com» ha recibido más de un millón de visitas por año, en especial durante los meses de febrero, marzo y abril, cuando los usuarios pueden participar en el foro universitario, visitar la zona de descarga y conocer la historia de esta actividad estudiantil.[cita requerida]

## Huelgueros famosos

### Generación del 20
Este grupo estudiantil revivió la Huelga de Dolores tras el derrocamiento de Manuel Estrada Cabrera y aprovechando la libertad y apertura del gobierno del ciudadano Carlos Herrera y Luna:
| Nombre                         | Años de vida | Profesión                                    | Breve descripción |
| ------------------------------ | ------------ | -------------------------------------------- | --- |
| Miguel Ángel Asturias          | 1899-1974    | Abogado, antropólogo, diplomático y escritor | Premio Lenin de la Paz y Premio Nobel de Literatura de 1967. |
| Joaquín "La Chinche" Barnoya\| |              | Médico                                       | Miembro de la Generación del 20. |
| Manuel Coronado Aguilar        |              | Abogado, numismático e historiador           | Escribió libros de historia e inició la reivindicación de la figura histórica del general Rafael Carrera. |
| Clemente Marroquín Rojas       |              | Abogado y periodista                         | Fundador y director del periódico La Hora, historiador y polemista. Fue Ministro de los presidentes Juan José Arévalo y Miguel Ydígoras Fuentes. También fue Vicepresidente de Guatemala de 1966 a 1970, durante el gobierno del licenciado Julio César Méndez Montenegro.                                                                                |
| Alfonso Orantes                |              | Abogado y poeta                              | En 1928 ganó el premio a la poesía Vanguardista y tres años después fundó la revista Vida. En 1935 publicó su libro Arbolbola usando un tipo totalmente nuevo de poesías con juegos de palabras y cosas por el estilo. En este mismo año viajó a toda América del Norte, donde promocionó su libro y le comenzaron a llamar el "malabarista de palabras". |
| Epaminondas Quintana           |              | Médico, científico y catedrático             | Publicó más de 4,000 artículos periodísticos, orientados en su mayor parte a la ciencia médica. |
| David Vela                     |              | Abogado y Periodista                         | Fue director del prestigio periódico El Imparcial de 1944 a 1984. Miembro de la generación del 20. |

### Generación del 40
Grupo estudiantil que revivió la Huelga de Dolores tras la renuncia de Jorge Ubico y el derrocamiento de Federico Ponce Vaides en 1944.
| Nombre                      | Años de vida | Profesión             | Breve descripción |
| --------------------------- | ------------ | --------------------- | --- |
| Ricardo Asturias Valenzuela |              | Médico                | Prolífico activista contra el gobierno del general Jorge Ubico. Participante principal de los hechos de la Revolución del 20 de octubre de 1944; estuvo a punto de ser fusilado. Miembro fundador del Frente Popular Libertador, partido que apoyó la candidatura presidencial de Juan José Arévalo en 1944. Candidato a la alcaldía, elección que perdió contra el ingeniero Martín Prado Vélez. Posteriormente fue presidente vitalicio de la junta directiva de la «Sociedad Protectora del Niño» en Guatemala. |
| José El Sordo Barnoya       | 1931-2021    | Médico                | Autor del libro La historia de la Huelga de Dolores. |
| Manuel Galich               | 1913-1984    | Abogado y dramaturgo  | Autor de varias obras teatrales de crítica a los gobiernos liberales, principalmente de Jorge Ubico. Ministro de varios despachos con los gobiernos de Juan José Arévalo y de Jacobo Arbenz. Embajador de Guatemala en Uruguay y Argentina. |
| Carlos Guzmán-Böckler       |              | Abogado y sociólogo   | Autor de varias obras centrales para la comprensión del desarrollo de la sociología y antropología en la Guatemala del siglo xx y siglo xxi, así como para el movimiento de reivindicación étnica conocida como Movimiento Maya. |
| Mario López Larrave         | -1977        | Abogado y catedrático | En marzo de 1976, se formó el Comité Nacional de Unidad Sindical (CNUS), y uno de los principales asesores de la incipiente entidad fue el licenciado Mario López Larrave, exdecano de la Facultad de Derecho de la Universidad de San Carlos de Guatemala, miembro del Consejo Superior Universitario, en representación de Colegio de Abogados y Notarios de Guatemala y colaborador en la formación de numerosos sindicatos, siempre amparado en la Constitución de la República y en el Código de Trabajo. |
| Adolfo Mijangos López       | -1971        | Abogado y catedrático | De tendencias de centro izquierda, apoyó al régimen del coronel Jacobo Árbenz Guzmán y luego tuvo que partir al exilio durante el gobierno del coronel Carlos Castillo Armas. Al regresar a Guatemala, durante el gobierno del licenciado Julio César Méndez Montenegro fue diputado al Congreso de Guatemala y fue miembro de la comisión que se opuso a la concesión que el gobierno del coronel Carlos Arana Osorio quería hacer a la compañía canadiense EXMIBAL. Murió asesinado en enero de 1971, luego de que sus compañeros de la comisión para el estudio de la concesión a EXMIBAL sufrieran un atentado en noviembre de 1970, en donde uno perdió la vida, y el otro Alfonso Bauer Paiz, sufrió severas heridas y tuvo que salir al exilio. |

### Después de 1954
| Nombre                     | Años de vida | Profesión                          | Breve descripción |
| -------------------------- | ------------ | ---------------------------------- | --- |
| Díaz-Gomar, Roberto        | 1946-        | actor de cine, teatro y televisión | Ha participado en aproximadamente 32 películas, 40 series de televisión y 50 obras de teatro, tanto en España como en su país natal, trabajando junto a actores como Antonio Banderas, Javier Bardem, Ben Gazzara, Jorge Sanz y Talia Shire. |
| Oliverio Castañeda de León | 1955–1978    | Estudiante de Ciencias Económicas  | Miembro del grupo estudiantil FRENTE, el cual formaba parte del ala juvenil del proscrito Partido Guatemalteco del Trabajo (PGT). Luchó por los derechos humanos en Guatemala desde su puesto de secretario general de la Asociación de Estudiantes Universitarios de la Universidad de San Carlos de Guatemala. Tras demostrar su poder de convocatoria y organización durante las protestas contra el alza al pasaje urbano contra el recién instalado gobierno del general Fernando Romeo Lucas García -quien tomó posesión del cargo el 1.° de julio de 1978-, fue amenazado de muerte por el Ejército Secreto Anticomunista (ESA) junto con otras treinta y siete personas, -incluyendo a muchos dirigentes de la Universidad- y fue asesinado el 20 de octubre de 1978 a los 23 años en el centro de la Ciudad de Guatemala, tras haber acusado directamente al entonces Ministro de Gobernación, Donaldo Álvarez Ruiz, de ser el promotor de la oleada de terror que se vivía en Guatemala luego de que el gobierno empezara a reprimir a las organizaciones populares que dirigieron las protestas contar el alza del transporte urbano. |

### Reyes feos
Entre los Reyes Feos universitarios han estado:
| Apodo                                             | Unidad académica | Año                                                                       |
| ------------------------------------------------- | --- | ------------------------------------------------------------------------- |
| Mono Escobar                                      | Facultad de Medicina | 1928 Primer rey feo universitario.                                        |
| Fármaco Mateo I                                   | Facultad de Ciencias Químicas y Farmacia | 1973                                                                      |
| Lencho Patas Planas                               | - Dos veces por la Facultad de Ciencias Jurídicas y Sociales - Dos veces por la Facultad de Humanidades - Dos veces por la Facultad de Agronomía | 1974 - Primer Rey feo Vitalicio-                                          |
| Maquiavelo II (Maquiavelo Segundo)                | Facultad de Ciencias Jurídicas y Sociales | 1981-1985 Declarado Rey Feo Vitalicio en 1986, Segundo Rey Feo Vitalicio- |
| Pedro Culán                                       | | 1987                                                                      |
| Ciriaco Psicochingón                              | Facultad de Psicología | 1991-1992                                                                 |
| Tohil                                             | Escuela de Historia | 1993                                                                      |
| Macario Cacastle                                  | Facultad de Ciencias Jurídicas y Sociales | 1994-1995 Declarado Rey Feo Vitalicio en 1996, Tercer Rey Feo Vitalicio   |
| Juan Tayún                                        | Escuela de Ciencias de la Comunicación | 1996                                                                      |
| Satanás                                           | Escuela de Ciencias de la Comunicación | 1997                                                                      |
| Ligio                                             | Facultad de Arquitectura | 1998                                                                      |
| Mefistófeles                                      | Facultad de Ciencias Económicas | 1999                                                                      |
| Pedro Chilaquila                                  | Escuela de Ciencias de la Comunicación | 1999                                                                      |
| Guayito Primero                                   | Facultad de Humanidades | 2000                                                                      |
| T Sócrates                                        | Facultad de Ciencias Económicas | 2001                                                                      |
| Juan Chapín                                       | Facultad de Ciencias Jurídicas y Sociales | 2002-2003                                                                 |
| Jito Pocasique                                    | | 2004                                                                      |
| Güicho Migajas                                    | Facultad de Ciencias Jurídicas y Sociales | 2005                                                                      |
| Juan Cachondo                                     | Facultad de Ciencias Económicas | 2005                                                                      |
| San Pascual Bailondo                              | Facultad de Ingeniería | 2006                                                                      |
| Sor Escrotofino de la Circuncisión Primero        | Facultad de Medicina Veterinaria y Zootecnia | 2008                                                                      |
| José Tomás Tu Cruz                                | Facultad de Ciencias Económicas | 2009                                                                      |
| Caralampio                                        | Facultad de Agronomía | 2010                                                                      |
| Jesucristo Superstar                              | Centro Universitario del Sur -CUNSUR- | 2011                                                                      |
| Punto y Coma                                      | Facultad de Ciencias Económicas | 2012                                                                      |
| Tecun Uman                                        | Facultad de Ingeniería | 2013                                                                      |
| El Zope Huelguero                                 | Facultad de Ingeniería | 2014                                                                      |
| Parrocomunicacho Consolano del Trino del Chompipe | Escuela de Ciencias de la Comunicación | 2015                                                                      |
| E. Redondo                                        | Facultad de Agronomía | 2016                                                                      |
| Fray Aquiles Castro                               | Facultad de Ingeniería | 2017                                                                      |
| Tamarindo El Lustrador                            | Facultad de Agronomía | 2018                                                                      |
| Xibalbá                                           | Facultad de Agronomía, 2020, 2021 y 2022 no hubo Elecciones, por la Pandemia Covid-19                                                            | 2019-2020-2021-2022                                                       |
| Pasquín Matraca                                   | Escuela de Ciencias de la Comunicación | 2023                                                                      |
| La Muerte                                         | Facultad de Arquitectura | 2024                                                                      |
| Chucho Triste                                     | Facultad de Arquitectura | 2025                                                                      |

## En la ficción
- La historia de la «generación del 20» y su participación en la «Huelga de Dolores» es descrita en la novela Viernes de Dolores de Miguel Ángel Asturias[60] y en la obra teatral La Chalana (basada en la novela de Asturias) del dramaturgo guatemalteco Hugo Carrillo.
- La participación de Joaquín La Chinche Barnoya está descrita en el libro Los cien años del insecto, escrito por su hijo, José Barnoya García.[27]